# Longobardi

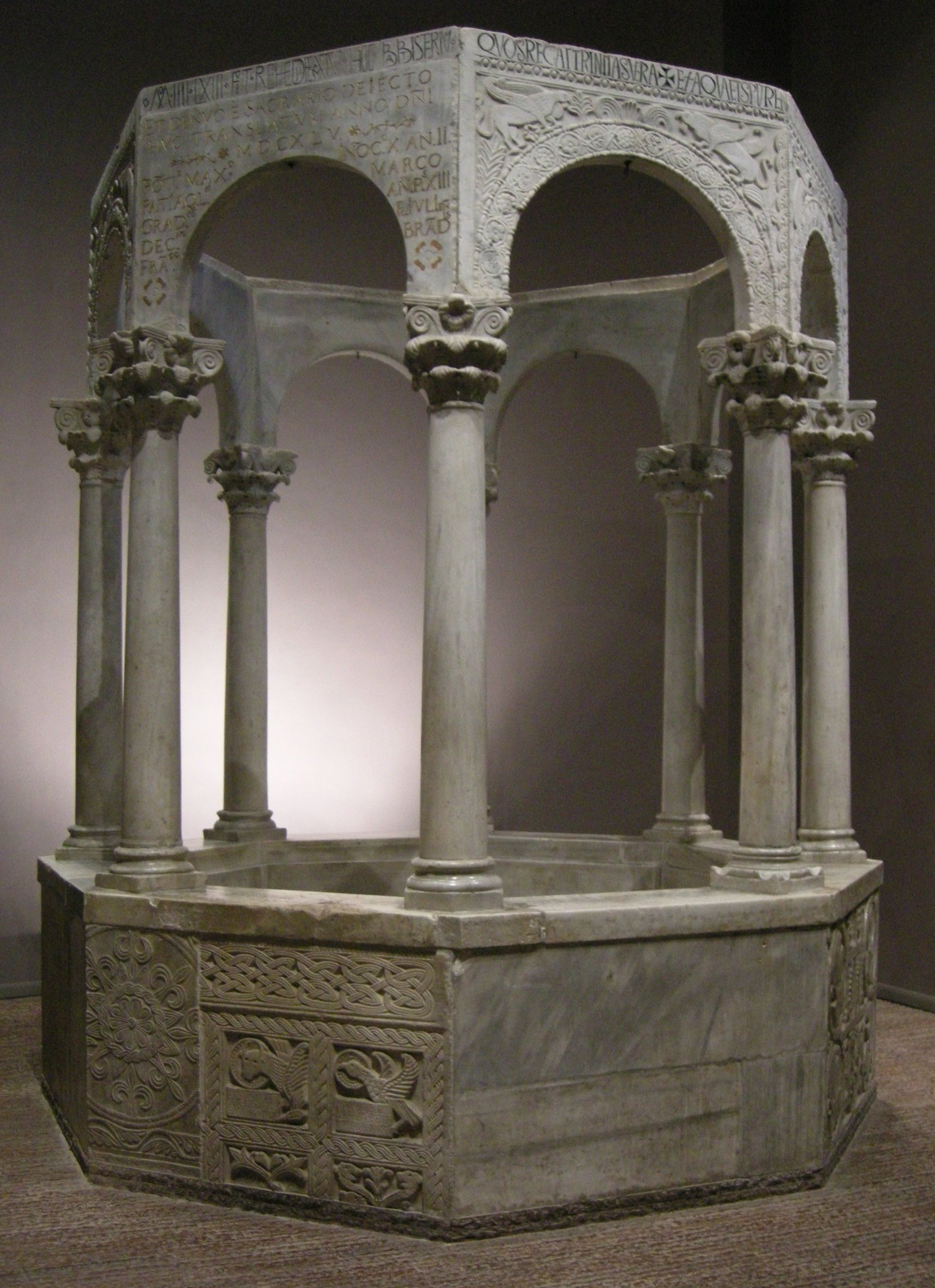
Fonte battesimale del patriarca Callisto, 730-740, situato a Cividale del Friuli, presso il Museo diocesano cristiano e del tesoro del duomo.

I Longobardi furono una popolazione germanica, protagonista tra il II e il VI secolo di una lunga migrazione che la portò dal basso corso dell'Elba fino all'Italia. Il movimento migratorio ebbe inizio nel II secolo, ma soltanto nel IV l'intero popolo avrebbe lasciato il basso Elba; durante lo spostamento, avvenuto risalendo il corso del fiume, i Longobardi approdarono prima al medio corso del Danubio (fine V secolo), poi in Pannonia (VI secolo), dove consolidarono le proprie strutture politiche e sociali, si convertirono parzialmente al cristianesimo ariano e inglobarono elementi etnici di varia origine, principalmente germanici.
Entrati a contatto con il mondo bizantino e la politica dell'area mediterranea, nel 568, guidati da Alboino, si insediarono in Italia, dove diedero vita a un regno indipendente che estese progressivamente il proprio dominio sulla maggior parte del territorio italiano continentale e peninsulare. Il dominio longobardo fu articolato in numerosi ducati, che godevano di una marcata autonomia rispetto al potere centrale dei sovrani insediati a Pavia; nel corso dei secoli, tuttavia, grandi figure di sovrani come Autari, Agilulfo, Teodolinda, (VI secolo), Rotari, Grimoaldo (VII secolo), Liutprando, Astolfo e Desiderio (VIII secolo) estesero progressivamente l'autorità del re, conseguendo un rafforzamento delle prerogative regie e della coesione interna del regno. Il Regno longobardo, che tra il VII e l'inizio dell'VIII secolo era arrivato a rappresentare una potenza di rilievo europeo, cessò di essere un organismo autonomo nel 774, a seguito della sconfitta subita a opera dei Franchi guidati da Carlo Magno.
Nel corso dei secoli, i Longobardi, inizialmente casta militare rigidamente separata dalla massa della popolazione romanica, si integrarono progressivamente con il tessuto sociale italiano, grazie all'emanazione di leggi scritte in latino (Editto di Rotari, 643), alla conversione al cattolicesimo (fine VII secolo) e allo sviluppo, anche artistico, di rapporti sempre più stretti con le altre componenti sociopolitiche della Penisola (bizantine e romane). La contrastata fusione tra l'elemento germanico longobardo e quello romanico pose le basi, secondo il modello comune alla maggior parte dei regni latino-germanici altomedievali, per la nascita e lo sviluppo della società italiana dei secoli successivi.

## Etnonimo

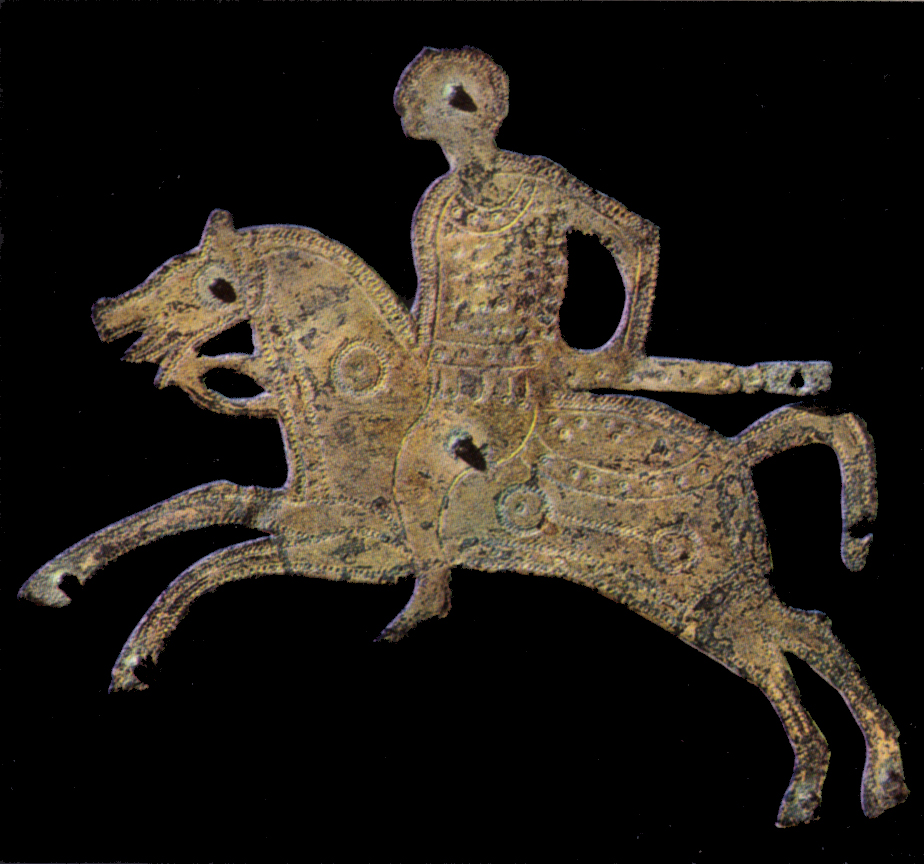
Cavaliere, lastrina in bronzo dorato dello Scudo di Stabio, VII secolo
Berna, Historisches Museum

È lo stesso Paolo Diacono, che con la sua Historia Langobardorum ("Storia dei Longobardi") è la principale fonte di conoscenza della storia longobarda, a fornire l'etimologia dell'etnonimo "Longobardi" (Langbärte in antico germanico, latinizzato in Langobardi):
(Paolo Diacono, Historia Langobardorum, I, 9)
Paolo Diacono, che riporta la tradizionale spiegazione mitica di questo appellativo, rileva come sia anche congruente con l'acconciatura tipica dei Longobardi, caratterizzata in effetti dalle lunghe barbe che li differenziano, per esempio, dai Franchi accuratamente rasati.
Tale etimologia era già stata proposta, più di un secolo prima, da Isidoro di Siviglia nelle sue Etymologiae:
(Isidoro di Siviglia, Etymologiae, IX, 2, 95)
L'etimologia proposta dallo storico è stata accolta anche dalla moderna ricerca, che conferma come l'acconciatura tradizionale fosse a sua volta avvalorata da una forma rituale di culto al dio Odino. Al contrario, la storiografia ha ormai abbandonato l'ipotesi alternativa che spiegava l'etnonimo come popolo "dalle lunghe lance", dall'alto tedesco antico "barta" ("lancia").

## Storia

### Origini

#### Mito
Secondo le loro tradizioni, riportate nell'Origo gentis Langobardorum e riprese da Paolo Diacono nella sua Historia Langobardorum (dove tuttavia lo storico rigetta la leggenda, qualificandola come «ridiculam fabulam», "favola ridicola", e bollando i fatti narrati come «risu digna et pro nihilo habenda», "degni di riso e privi di qualsiasi valore"), i Longobardi in origine si chiamavano Winnili e abitavano la Scania. Sotto la guida dei fratelli Ibor e Aio, figli di Gambara, migrarono verso sud, sulle coste meridionali del Mar Baltico, e si stabilirono nella regione chiamata "Scoringa". Presto vennero in conflitto con i vicini Vandali, anch'essi Germani, e si trovarono in difficoltà poiché il loro valore non bastava a compensare l'esiguità numerica.

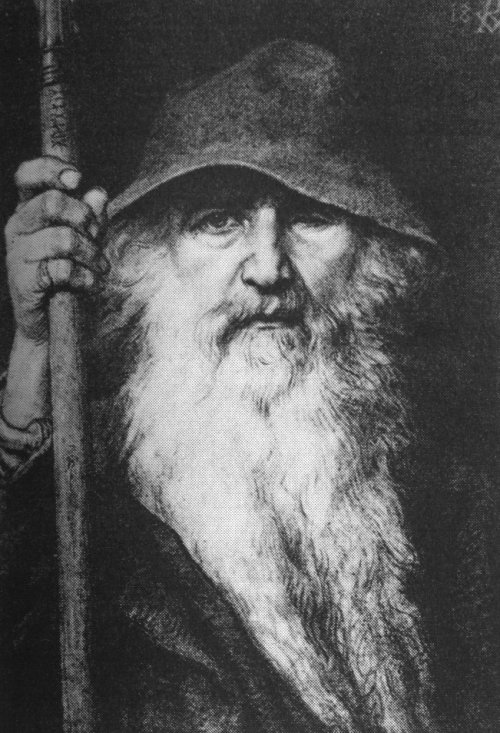
Odino in un'illustrazione di Georg von Rosen per la traduzione svedese dell'Edda poetica curata da Fredrik Sander nel 1893.

Narra la leggenda che i capi dei Vandali pregarono Odino di concedere loro la vittoria, ma il dio supremo disse che avrebbe decretato il successo al popolo che, il mattino della battaglia, avrebbe visto per primo. Gambara e i figli invece ricorsero alla moglie di Odino, Frigg, che diede loro il consiglio di presentarsi sul campo di battaglia al sorgere del sole: uomini e donne insieme, queste con i capelli sciolti fin sotto il mento come fossero barbe. Al sorgere del sole Frigg fece sì che Odino si girasse dalla parte dei Winnili e il dio, quando li vide, chiese: «Chi sono quelli con le lunghe barbe?». Al che la dea rispose: «Poiché hai dato loro un nome, dai loro anche la vittoria».
L'aneddoto riguarda non solo la leggenda di formazione del nome del popolo, ma informa anche di una sorta di passaggio delle consegne fra gli dèi dell'antica religione dei Vani, che probabilmente avevano il patronato della stirpe dei Winnili e tra cui primeggiava la dea Frigg, e la nuova religione degli Asi capeggiati da Odino/Wotan. Si trattò quindi dell'evoluzione da una religione orientata al culto della fertilità a una che promuoveva i valori della guerra e la classe dei guerrieri. Non solo nelle abitudini dei Germani, ma in numerose altre culture il diritto di imporre il nome ad un'altra persona impone una serie di doveri che corrono nei due sensi, una sorta di padrinaggio.
Una conferma indiretta del mito di fondazione del popolo longobardo è forse contenuta in Giordane che, nel 551, parlò di una tribù chiamata "Vinoviloth" per la quale è stata ipotizzata una connessione con "Winnili". Stando però allo stesso Giordane, a quel tempo i "Winnili" vivevano ancora in Scandinavia: si ritiene quindi comunemente che si trattasse di tutt'altro popolo, forse finnico.

#### Testimonianze storiche e archeologiche
La coincidenza della Scandinavia meridionale con la patria originaria dei Longobardi è comunemente accettata dalla storiografia moderna. L'assenza di ritrovamenti archeologici chiaramente riconducibili ai Longobardi in Scandinavia ha tuttavia indotto alcuni storici a teorizzare che le tarde testimonianze di Paolo Diacono e della Origo gentis Langobardorum siano in realtà scorrette, forse ispirate per analogia alla tradizione dei Goti (spesso assunti come esempio dagli altri popoli germanici). Alcune tracce rinvenute in Scandinavia sono compatibili con una presenza longobarda nel I secolo a.C., specie tenendo conto di similitudini tra la mitologia longobarda e quella nordica e tra il diritto e la società dei Longobardi e quella degli antichi popoli della Scandinavia.

### Migrazione verso sud

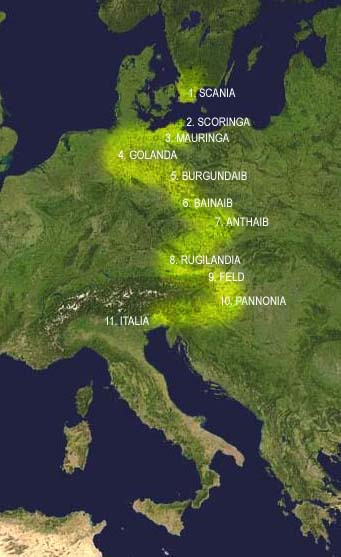
Le principali tappe della migrazione dei Longobardi.

#### Stanziamento sul basso Elba
Gli storici concordano nel collocare la prima tappa della migrazione verso sud, la "Scoringa", presso le coste sudoccidentali del Mar Baltico, identificandola forse con l'isola di Rügen, forse con la Zelanda o Lolland. Tale movimento migratorio avvenne con ogni probabilità ancora nel I secolo a.C.; poco dopo si stabilirono prima in "Mauringa" e poi in "Golanda". L'identificazione di questi territori è ancora oggetto di dibattito tra gli storici, ma si tratta comunque di aree comprese tra le sponde del Baltico e il fiume Elba. Mentre erano in queste aree avvennero i primi contatti con i Germani occidentali e, nel 5 d.C. durante la campagna germanica di Tiberio, con l'Impero romano, che li sconfisse in battaglia. Si allearono in seguito, sempre in opposizione ai Romani, prima con la lega germanica guidata dai Cherusci di Arminio, prendendo parte alla battaglia di Teutoburgo; poi con Maroboduo, re dei Marcomanni. Tacito, nel suo saggio Germania (98 d.C.), confermò lo stanziamento alle foci dell'Elba (come pure Strabone), inserendoli tra le popolazioni suebiche.

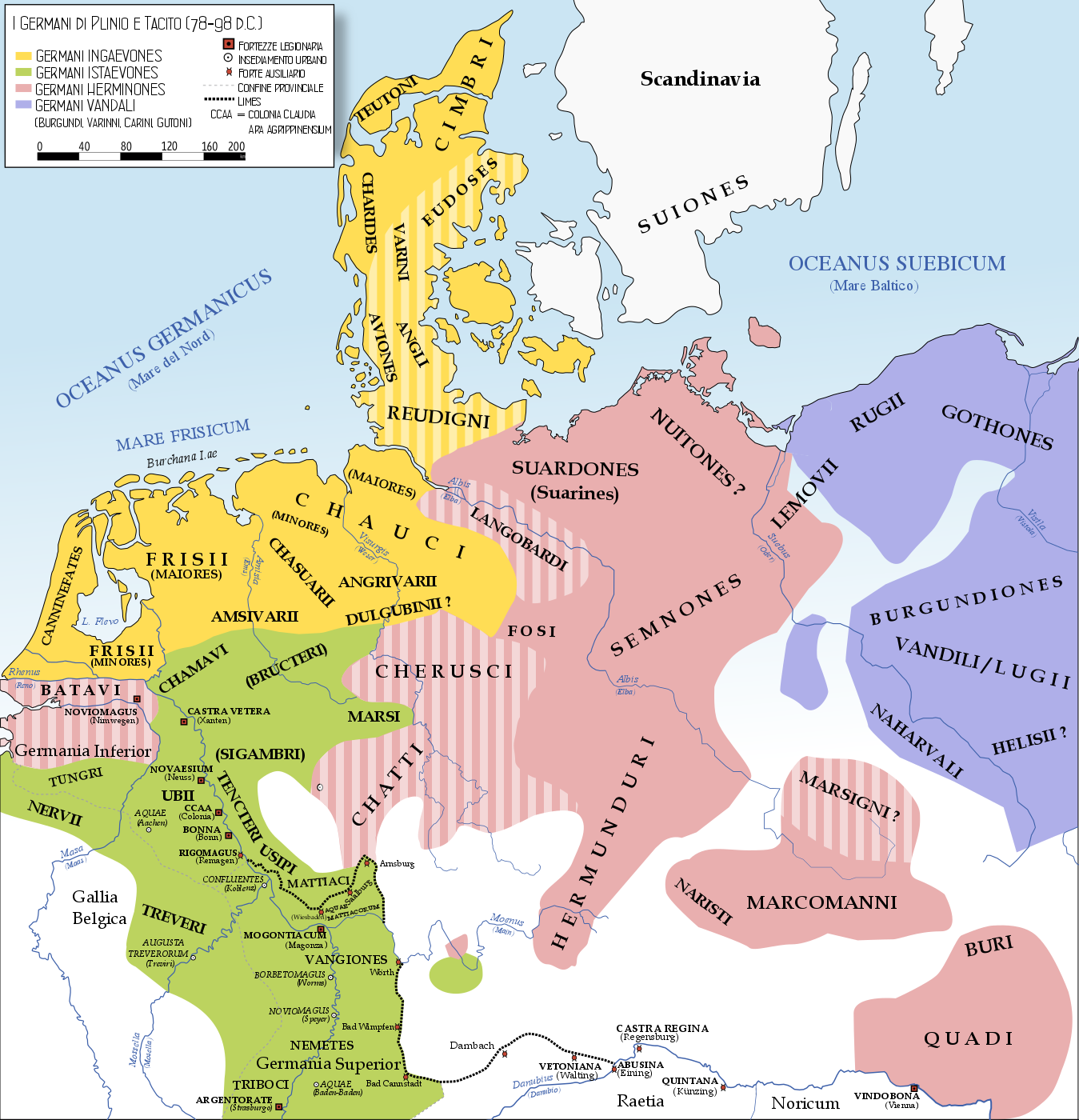
I popoli germanici nel I secolo, secondo la Germania di Tacito. I Longobardi erano stanziati presso il basso e medio Elba, in prossimità dei Popoli germanici occidentali (tanto da essere dallo stesso Tacito inseriti tra gli Herminones, appunto Germani occidentali).

Circa settant'anni dopo la Germania di Tacito, i Longobardi sono annoverati fra le popolazioni coinvolte nella prima campagna (167–169) di combattimenti fra le legioni romane di Marco Aurelio e numerosi popoli; nel 167 presero parte all'incursione in Pannonia superiore. Dopo la sconfitta della coalizione marcomannica, la diminuzione del potere dei Longobardi seguita alla ritirata del 167 li portò probabilmente ad allearsi a popoli vicini più forti, come i Sassoni, mantenendosi comunque indipendenti. Rimasero presso l'Elba fino alla seconda metà del IV secolo, anche se un nuovo processo migratorio verso sud aveva già avuto avvio agli inizi del III.

#### Migrazione dall'Elba al Danubio
Nel periodo successivo alle Guerre marcomanniche la storia dei Longobardi è sostanzialmente sconosciuta. L'Origo riferisce di un'espansione nelle regioni di "Anthaib", "Bainaib" e "Burgundaib", spazi compresi tra il medio corso dell'Elba e l'attuale Boemia settentrionale. Si trattò di un movimento migratorio dilazionato nel corso di un lungo periodo, compreso tra il II e il IV secolo, e non costituì un processo unitario, quanto piuttosto una successione di piccole infiltrazioni in territori abitati contemporaneamente anche da altri popoli germanici.
Tra la fine del IV e l'inizio del V secolo, i Longobardi tornarono a darsi un re, Agilmondo, e dovettero confrontarsi con gli Unni, chiamati "Bulgari" da Paolo Diacono. Sempre tra IV e V secolo ebbe avvio la trasformazione dell'organizzazione tribale longobarda verso un sistema guidato da un gruppo di duchi; questi comandavano proprie bande guerriere sotto un sovrano che, ben presto, si trasformò in un re vero e proprio. Il re, eletto come generalmente accadeva in tutti i popoli indoeuropei per acclamazione dal popolo in armi, aveva una funzione principalmente militare, ma godeva anche di un'aura sacrale (lo "heill", "carisma"); tuttavia, il controllo che esercitava sui duchi era generalmente debole.
Nel 488-493 i Longobardi, guidati da Godeoc e poi da Claffone, "ritornarono" alla storia e, attraversata la Boemia e la Moravia, si insediarono nella "Rugilandia", le terre a ridosso del medio Danubio lasciate libere dai Rugi a nord del Norico dove, grazie alla fertilità della terra, poterono rimanere per molti anni; per la prima volta entrarono in un territorio marcato dalla civiltà romana. Giunti presso il Norico, i Longobardi ebbero conflitti con i nuovi vicini, gli Eruli, e finirono per stabilirsi nel territorio detto "Feld" (forse la Piana della Morava, situata a oriente di Vienna).

#### Stanziamento in Pannonia
Un'alleanza con Bisanzio e i Franchi permise al re Vacone di mettere a frutto le convulsioni che scossero il regno ostrogoto dopo la morte del re Teodorico nel 526: sottomise così i Suebi presenti nella regione e occupò la Pannonia I e Valeria (l'attuale Ungheria a ovest e a sud del Danubio). Alla sua morte (540) il figlio Valtari era minorenne; quando, pochi anni dopo, morì, il suo reggente Audoino usurpò il trono e modificò il quadro delle alleanze del predecessore, accordandosi (nel 547 o nel 548) con l'imperatore bizantino Giustiniano I per occupare, in Pannonia, la provincia Savense (il territorio che si stende fra i fiumi Drava e Sava) e parte del Norico, in modo da schierarsi nuovamente contro i vecchi alleati Franchi e Gepidi e consentire a Giustiniano di disporre di rotte di comunicazione sicure con l'Italia.

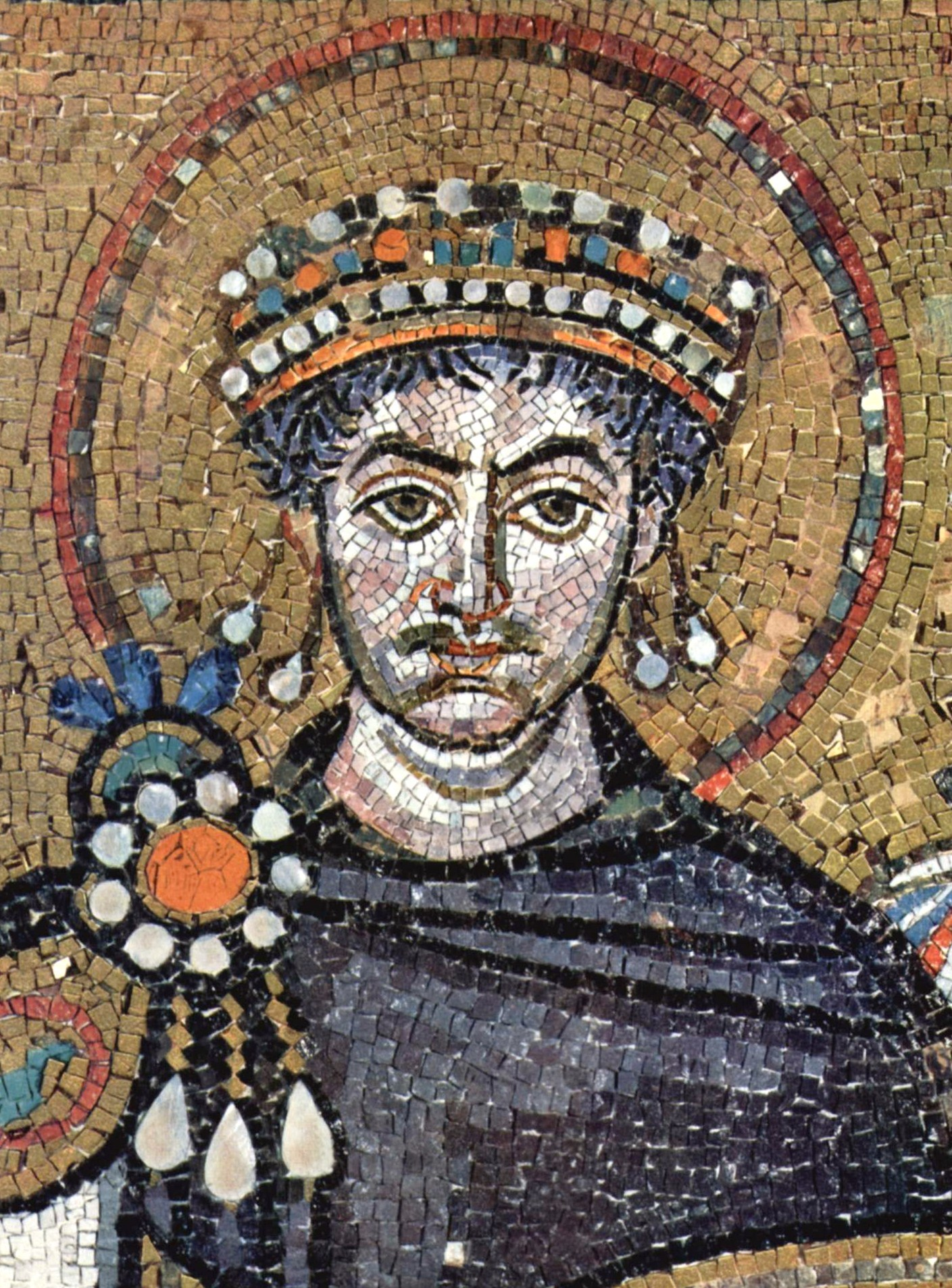
L'imperatore bizantino Giustiniano I, mosaico, VI secolo. Basilica di San Vitale, Ravenna

Grazie anche al contributo militare di un modesto contingente bizantino e, soprattutto, dei cavalieri avari, i Longobardi affrontarono i Gepidi e li vinsero (551), mettendo fine alla lotta per la supremazia nell'area norico-pannonica. In quella battaglia si distinse il figlio di Audoino, Alboino, che duellò con il principe gepido Torrismondo uccidendolo. Ma uno strapotere dei Longobardi in quella zona non serviva gli interessi di Giustiniano e quest'ultimo, pur servendosi di contingenti longobardi anche molto consistenti contro Totila e perfino contro i Persiani, cominciò a favorire nuovamente i Gepidi. Quando Audoino morì, il suo successore Alboino dovette stipulare un'alleanza con gli Avari, che però prevedeva in caso di vittoria sui Gepidi che tutto il territorio occupato dai Longobardi andasse agli Avari. Nel 567 un doppio attacco ai Gepidi (i Longobardi da ovest, gli Avari da est) si concluse con due cruente battaglie, entrambe fatali ai Gepidi, che scomparivano così dalla storia; i pochi superstiti vennero assorbiti dagli stessi Longobardi. Gli Avari si impossessavano di quasi tutto il loro territorio, salvo Sirmio e il litorale dalmata che tornarono ai Bizantini.

#### Invasione dell'Italia
Sconfitti i Gepidi, la situazione era cambiata assai poco per Alboino, che al loro posto aveva dovuto lasciar insediare i non meno pericolosi Avari; decise quindi di lanciarsi verso le pianure dell'Italia, appena devastate dalla sanguinosa guerra gotica. Nel 568 i Longobardi invasero l'Italia attraversando l'Isonzo. Insieme a loro c'erano contingenti di altri popoli. Jörg Jarnut, e con lui la maggior parte degli autori, stima la consistenza numerica totale dei popoli in migrazione tra i cento e i centocinquantamila fra guerrieri, donne e non combattenti; non esiste tuttavia pieno accordo tra gli storici a proposito del loro reale numero.
La resistenza bizantina fu debole; le ragioni della facilità con la quale i Longobardi sottomisero l'Italia sono tuttora oggetto di dibattito storico. All'epoca la consistenza numerica della popolazione era al suo minimo storico, dopo le devastazioni seguite alla Guerra gotica; inoltre i Bizantini, che dopo la resa di Teia, l'ultimo re degli Ostrogoti, avevano ritirato le migliori truppe e i migliori comandanti dall'Italia perché impegnati contemporaneamente anche contro Avari e Persiani, si difesero solo nelle grandi città fortificate. Gli Ostrogoti che erano rimasti in Italia verosimilmente non opposero strenua resistenza, vista la scelta fra cadere in mano ai Longobardi, dopotutto Germani come loro, o restare in quelle dei Bizantini.

I domini longobardi (in azzurro) dopo la morte di Alboino (572) e le conquiste di Faroaldo e Zottone nel centro e nel sud della penisola (575 circa).

La prima città a cadere nelle mani di Alboino fu Cividale del Friuli (allora "Forum Iulii"); poi cedettero, in rapida successione, Aquileia, Vicenza, Verona, Brescia e quasi tutte le altre città dell'Italia nordorientale. Venne fondato il Ducato del Friuli ed affidato a Gisulfo I. Nel settembre 569 aprirono le porte agli invasori Milano e Lucca e nel 572, dopo tre anni di assedio, cadde anche Pavia; Alboino ne fece la capitale del suo regno. Negli anni successivi i Longobardi proseguirono la loro conquista discendendo la penisola fino all'Italia centro–meridionale, dove Faroaldo e Zottone, forse con l'acquiescenza di Bisanzio, conquistarono gli Appennini centrali e meridionali, divenendo rispettivamente i primi duchi di Spoleto e di Benevento. I Bizantini conservarono alcune zone costiere dell'Italia continentale: l'Esarcato (la Romagna, con capitale Ravenna), la Pentapoli (comprendenti i territori costieri delle cinque città di Ancona, Pesaro, Fano, Senigallia e Rimini) e gran parte del Lazio (inclusa Roma) e dell'Italia meridionale (le città della costa campana, Salerno esclusa, la Puglia e la Calabria).
Inizialmente il dominio longobardo fu molto duro, animato da spirito di conquista e saccheggio: un atteggiamento ben diverso, quindi, da quello comunemente adottato dai barbari foederati, per più lungo tempo esposti all'influenza latina. Se nei primi tempi si registrarono numerose violenze, già verso la fine del VI secolo l'atteggiamento dei Longobardi si addolcì, anche in seguito all'avvio del processo di conversione dall'arianesimo al credo niceno della Chiesa di Roma.

### Regno longobardo

#### Fondazione del regno
Con l'irruzione dei Longobardi, l'Italia si trovò divisa tra questi e i Bizantini, secondo confini che nel corso del tempo subirono notevoli oscillazioni. I nuovi venuti si ripartirono tra la Langobardia Maior (l'Italia settentrionale e il Ducato di Tuscia) e la Langobardia Minor (i ducati di Spoleto e Benevento nell'Italia centro-meridionale), mentre la terra rimasta sotto controllo bizantino ("Romània") aveva come fulcro l'Esarcato di Ravenna. Dopo il Ducato del Friuli, creato nel 569 dallo stesso Alboino, altri ducati furono creati nelle principali città del Regno longobardo: la soluzione fu dettata da esigenze in primo luogo militari (i duchi erano prima di tutto comandanti), ma gettò il seme della strutturale debolezza del potere regio longobardo. Nel 572, dopo la capitolazione di Pavia e la sua elevazione a capitale del regno, Alboino cadde vittima di una congiura ordita a Verona dalla moglie Rosmunda e da alcuni guerrieri.

#### VI secolo
Più tardi nello stesso anno i duchi acclamarono re Clefi. Il nuovo sovrano estese i confini del regno, completando la conquista della Tuscia, e tentò di continuare coerentemente la politica di Alboino, eliminando l'antica aristocrazia latina per acquisirne terre e patrimoni. Clefi fu ucciso, forse su istigazione dei Bizantini, nel 574; i duchi non nominarono un altro re e per un decennio regnarono da sovrani assoluti nei rispettivi ducati (Periodo dei Duchi). Commenta Machiavelli:
(Niccolò Machiavelli, Istorie fiorentine, I, 8)

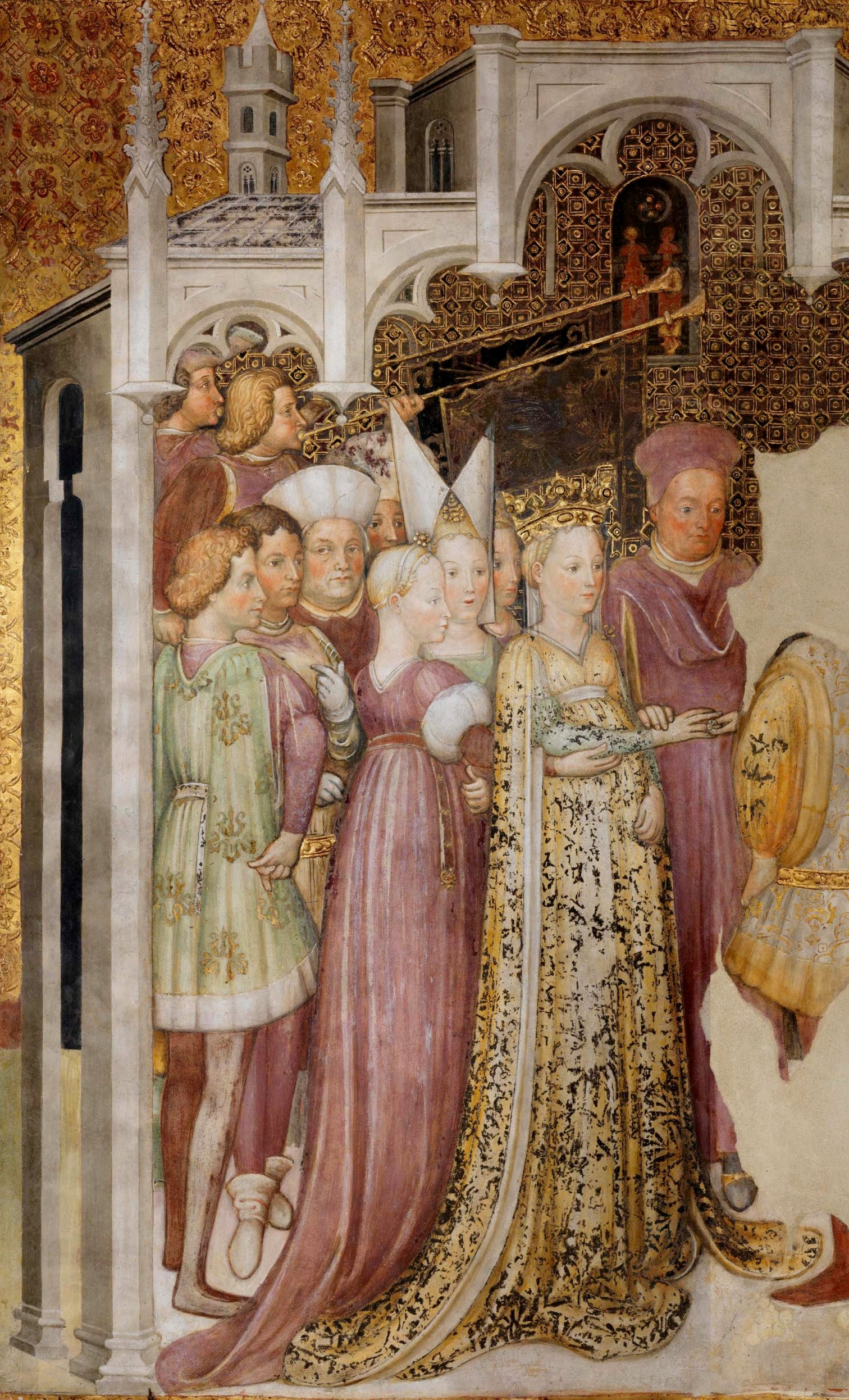
Teodolinda, affresco degli Zavattari, Cappella di Teodolinda, Monza, 1444.

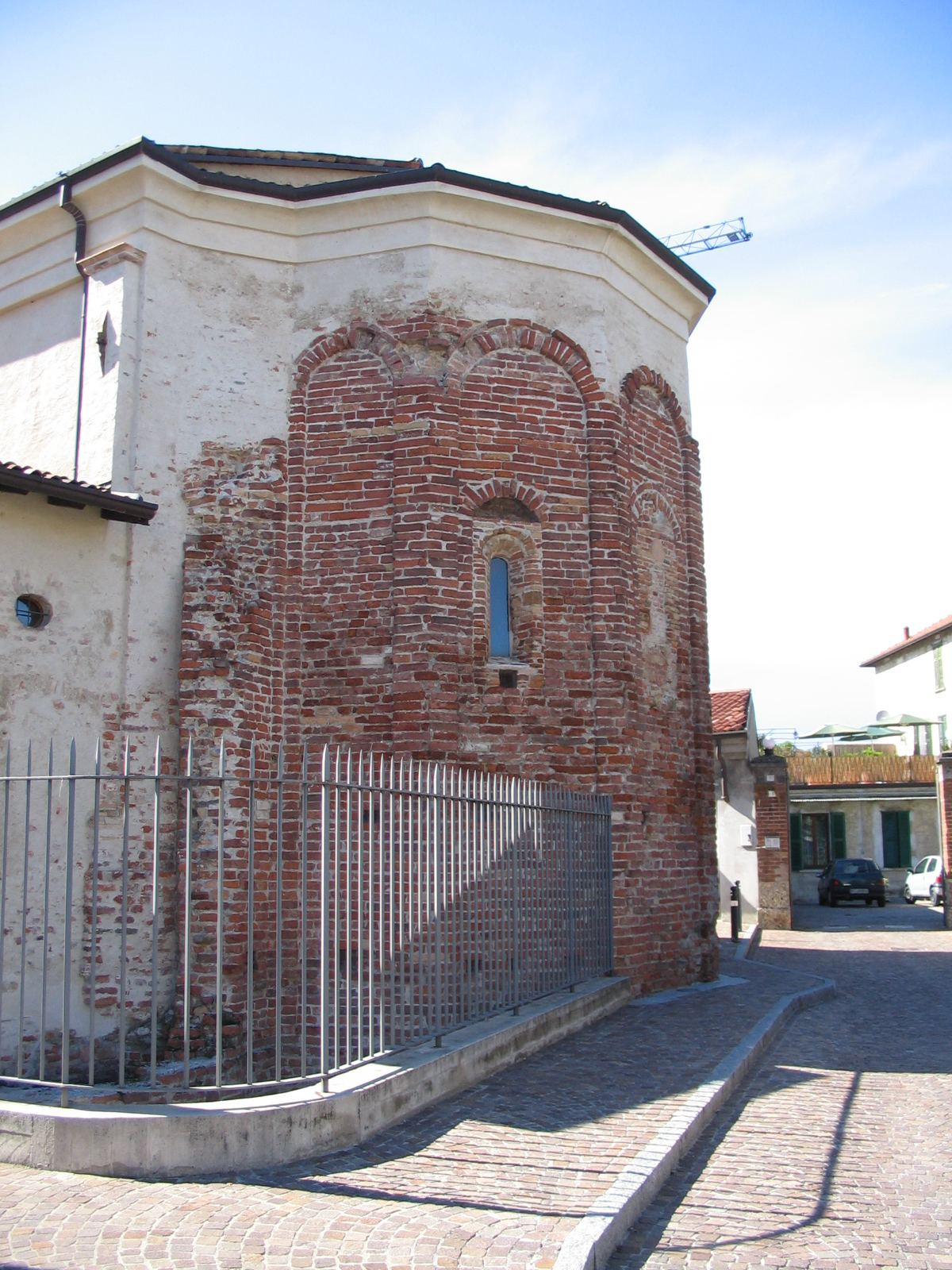
Basilica Autarena (Fara Gera d'Adda), abside.

Nel 584 i duchi, davanti alla chiara necessità di una forte monarchia centralizzata per far fronte alla pressione dei Franchi e dei Bizantini, incoronarono re Autari e gli consegnarono metà dei loro beni. Autari riorganizzò i Longobardi e il loro insediamento in forma stabile in Italia e assunse il titolo di Flavio, con il quale intendeva proclamarsi anche protettore di tutti i romani. Nel 585 respinse, nell'attuale Piemonte, i Franchi e indusse i Bizantini a chiedere, per la prima volta, una tregua. Nel 590 sposò la principessa bavara Teodolinda, di sangue letingio.
Autari morì in quello stesso 590 e a succedergli fu chiamato il duca di Torino, Agilulfo, che sposò a sua volta Teodolinda; a sceglierlo come nuovo marito e sovrano, secondo la leggenda, fu la stessa giovane vedova. L'influenza della regina sulla politica di Agilulfo fu notevole e le decisioni principali vengono attribuite a entrambi.
Agilulfo e Teodolinda garantirono i confini del regno attraverso trattati di pace con Franchi e Avari; le tregue con i Bizantini, invece, furono sistematicamente violate e il decennio fino al 603 fu segnato da una marcata ripresa dell'avanzata longobarda. Al nord Agilulfo occupò, tra le varie città, anche Parma, Piacenza, Padova, Monselice, Este, Cremona e Mantova, mentre anche a sud i duchi di Spoleto e Benevento ampliavano i domini longobardi.
Il rafforzamento dei poteri regi avviato da Autari prima e Agilulfo poi segnò anche il passaggio a una nuova concezione territoriale basato sulla stabile divisione del regno in ducati. Ogni ducato era guidato da un duca, non più solo capo di una fara ma funzionario regio, depositario dei poteri pubblici e affiancato da funzionari minori (sculdasci e gastaldi). Con questa nuova organizzazione il Regno longobardo avviò la sua evoluzione da occupazione militare a Stato. L'inclusione dei vinti Romanici era un passaggio inevitabile e Agilulfo compì alcune scelte simboliche volte ad accreditarlo presso la popolazione latina: per esempio, si definì Gratia Dei rex totius Italiae («Per grazia di Dio, re dell'Italia intera») e non più soltanto Rex Langobardorum («Re dei Longobardi»). In questa direzione si inscrive anche la forte pressione - svolta soprattutto da Teodolinda, che era in rapporti epistolari con lo stesso papa Gregorio I e dall'abate e missionario irlandese Colombano e dei suoi monaci - verso la conversione al cattolicesimo dei Longobardi, fino a quel momento ancora in gran parte pagani o ariani, e la ricomposizione dello Scisma tricapitolino. Paolo Diacono esalta la sicurezza finalmente raggiunta, dopo gli sconvolgimenti dell'invasione e del Periodo dei Duchi, sotto il regno di Autari e Teodolinda:
(Paolo Diacono, Historia Langobardorum, III, 16)

#### VII secolo
Alla morte di Agilulfo, nel 616, il trono passò al figlio minorenne Adaloaldo. Teodolinda, reggente e detentrice effettiva del potere anche dopo l'uscita dalla minorità del figlio, proseguì la sua politica filo-cattolica e di pacificazione con i Bizantini, suscitando però una sempre più decisa opposizione tra i Longobardi; il conflitto esplose nel 624 e fu capeggiato da Arioaldo, che nel 625 depose Adaloaldo e si insediò al suo posto. Il "colpo di Stato" aprì una stagione di conflitti tra le due componenti religiose maggioritarie nel regno, dietro alle quali si celava l'opposizione tra i fautori di una politica di pacificazione con i Bizantini e di integrazione con i "Romanici" (Bavaresi) e i propugnatori di una politica più aggressiva ed espansionista (nobiltà ariana). Il regno di Arioaldo fu travagliato da questi contrasti, oltre che dalle minacce esterne.

Corona ferrea, VII secolo, Ø 15 cm. Monza, Duomo, Cappella di Teodolinda. Il manufatto, modellato in oro e pietre intorno a una lamina ottenuta, secondo la tradizione, dal ferro di un chiodo della crocifissione di Gesù, è stato utilizzato per le incoronazioni dei re d'Italia fino al XIX secolo.

I domini longobardi (in azzurro) alla morte di Rotari (652).

Nel 636 ad Arioaldo successe l'ariano Rotari, duca di Brescia, che regnò fino al 652 e conquistò quasi tutta l'Italia settentrionale, occupando Oderzo e la Liguria e completando la conquista dell'Emilia dopo la vittoria nella battaglia dello Scultenna nel 643. La sua memoria è legata al celebre Editto, promulgato nel medesimo anno e che codificava le norme germaniche, ma introduceva anche significative novità (come la sostituzione della faida con il guidrigildo).
Nel 653, con Ariperto I, ritornava sul trono la dinastia Bavarese, segno del prevalere della fazione cattolica su quella ariana. Ariperto si segnalò per la dura repressione dell'arianesimo; alla sua morte (661) divise il regno tra i due figli, Pertarito e Godeperto. L'inusuale partizione entrò immediatamente in crisi: tra i fratelli si accese un conflitto che coinvolse anche il duca di Benevento, Grimoaldo, che scalzò entrambi e ottenne l'investitura dai nobili longobardi. Grimoaldo favorì l'opera di integrazione tra le diverse componenti del regno ed esercitò i poteri sovrani con una pienezza fino ad allora mai raggiunta dai suoi predecessori.
Alla morte di Grimoaldo, nel 671, Pertarito rientrò in Italia e sviluppò una politica in linea con la tradizione della sua dinastia. Ottenne la pace con i Bizantini e rintuzzò una prima ribellione del duca di Trento, Alachis, che però tornò a sollevarsi, coalizzando intorno a sé gli oppositori alla politica filo-cattolica, alla morte di Pertarito, nel 688. Il suo figlio e successore Cuniperto soltanto nel 689 riuscì a venire a capo della ribellione, uccidendo Alachis nella battaglia di Coronate. La crisi era figlia della divergenza che vedeva contrapposte le due regioni della Langobardia Maior: da un lato le regioni occidentali ("Neustria"), fedeli ai sovrani Bavaresi, filo-cattoliche e sostenitrici della politica di pacificazione con Bisanzio e Roma; dall'altra le regioni orientali ("Austria"), che non si rassegnavano a una mitigazione del carattere guerriero del popolo.

#### VIII secolo

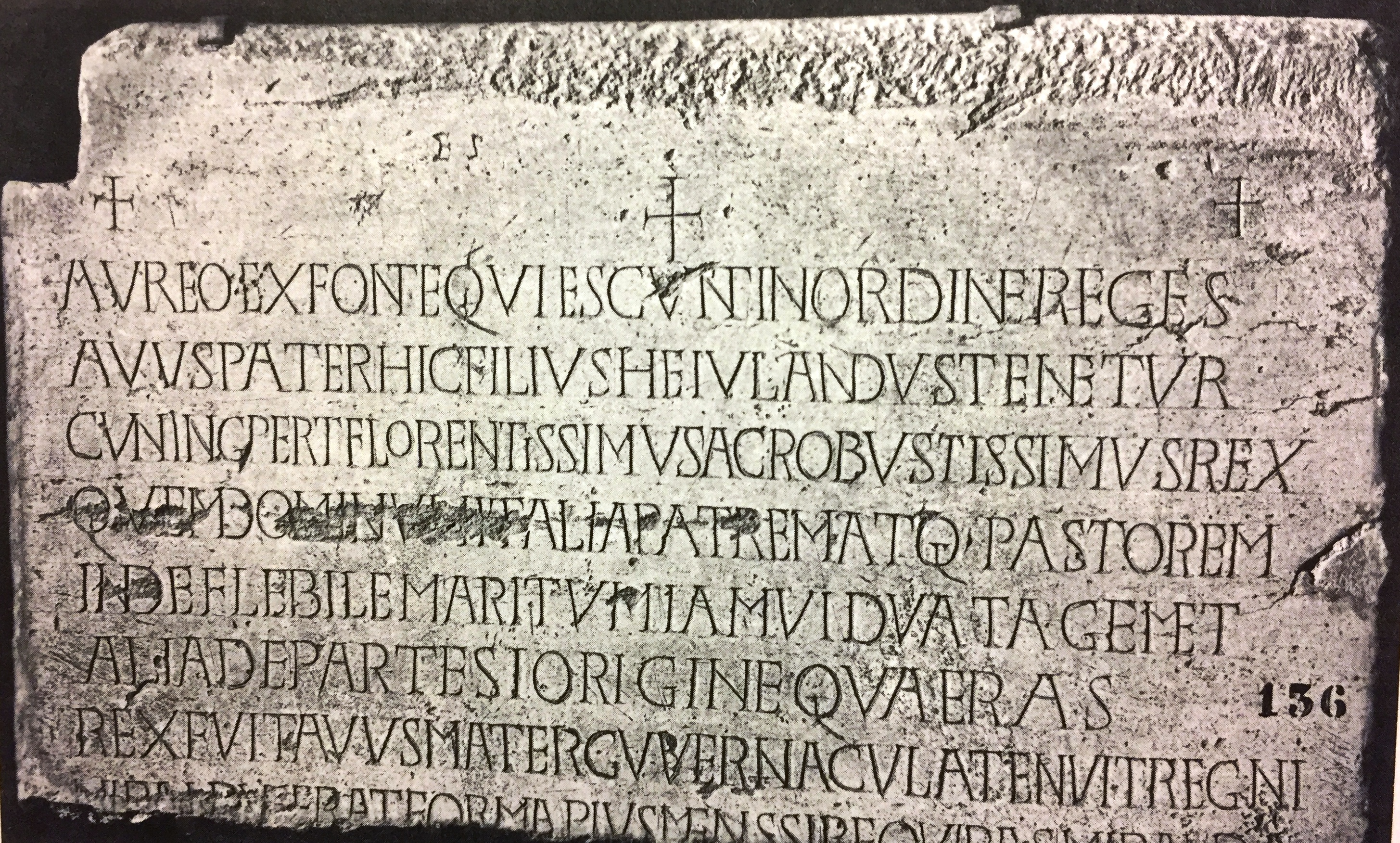
L'epigrafe tombale di re Cuniperto, dalla basilica del Santissimo Salvatore, Pavia, Musei Civici.

La morte di Cuniperto, nel 700, aprì una grave crisi dinastica, con scontri civili, reggenze effimere e ribellioni; solo nel 702 Ariperto II riuscì a sconfiggere Ansprando e Rotarit, che gli si opponevano, e poté sviluppare una politica di pacificazione. Nel 712 Ansprando, rientrato dall'esilio, spodestò Ariperto, ma morì dopo appena tre mesi di regno.

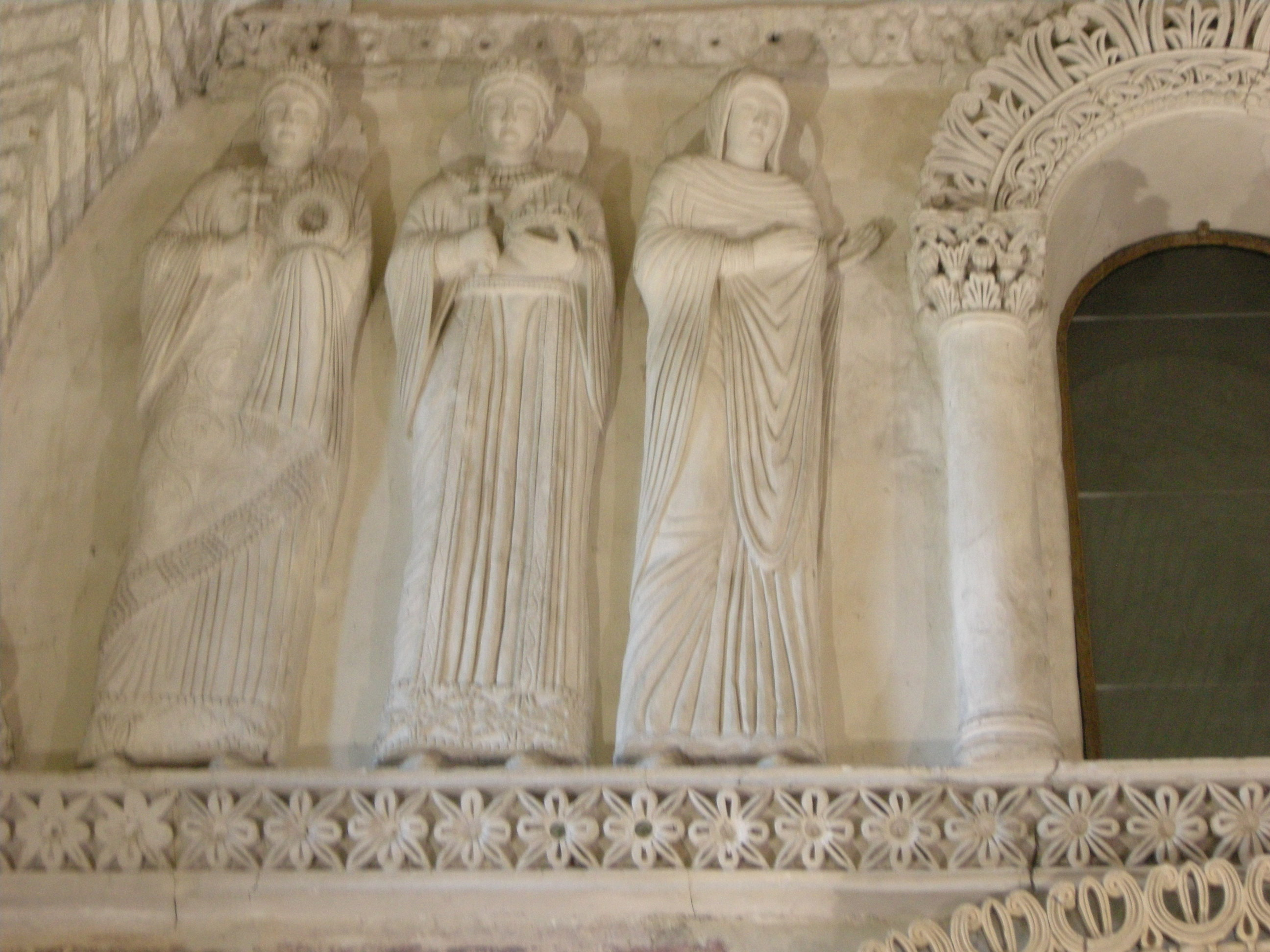
Figure di sante in stucco nel Tempietto longobardo di Cividale del Friuli, VIII secolo. Il Tempietto costituisce una delle meglio conservate testimonianze del fiorire artistico proprio della Rinascenza liutprandea.

Sul trono salì Liutprando, il figlio di Ansprando già associato al potere; il suo regno fu il più lungo di tutti quelli dei Longobardi in Italia, che sotto di lui toccarono l'apogeo della loro parabola storica. Il suo popolo gli riconobbe audacia, valor militare e lungimiranza politica, ma a questi valori tipici della stirpe germanica (elementi in declino dell'identità longobarda, che lo stesso sovrano tentò di rivitalizzare) Liutprando, re di una nazione ormai in stragrande maggioranza cattolica, unì quelle di piissimus rex. Testimonianza dell'ammirazione che gli tributarono i Longobardi è il panegirico tessuto da Paolo Diacono nel descriverne la figura:
(Paolo Diacono, Historia Langobardorum, VI, 58)
Liutprando si alleò con i Franchi, attraverso un patto coronato dalla simbolica adozione del giovane Pipino il Breve, e con gli Avari, ai confini orientali: una doppia garanzia contro i potenziali nemici esterni che gli consentì di avere le mani libere nello scacchiere italiano. Nel 726 si impadronì di molte città dell'Esarcato e della Pentapoli, atteggiandosi a protettore dei cattolici; per non inimicarsi il papa, tuttavia, rinunciò all'occupazione di Sutri, che restituì non all'imperatore ma «agli apostoli Pietro e Paolo». Questa donazione, nota come Donazione di Sutri, fornì il precedente legale per attribuire un potere temporale al papato, che avrebbe infine prodotto lo Stato della Chiesa. Un momento di forte tensione si ebbe quando Liutprando mise l'assedio a Roma: il papa chiese aiuto a Carlo Martello che, intervenendo diplomaticamente, riuscì a far desistere il sovrano longobardo (739). Negli anni successivi Liutprando portò anche i ducati di Spoleto e di Benevento sotto la sua autorità: mai nessun re longobardo aveva ottenuto simili risultati. La solidità del suo potere si fondava, oltre che sul carisma personale, anche sulla riorganizzazione delle strutture del regno che aveva intrapreso fin dai primi anni. Il nuovo papa Zaccaria ottenne nuove cessioni territoriali da Liutprando, che nel 742 trasferì al pontefice diverse terre dell'ex "Ducato romano".
Dopo la morte di Liutprando (744) una rivolta destituì suo nipote Ildebrando e insediò al suo posto il duca del Friuli, Rachis, che tuttavia si dimostrò un sovrano debole. Cercò sostegno presso la piccola nobiltà e i Romanici, inimicandosi la base dei Longobardi che lo costrinse presto a tornare all'offensiva e ad attaccare la Pentapoli. Il papa lo convinse a desistere e il suo prestigio crollò; i duchi elessero come nuovo re suo fratello, Astolfo, e Rachis si ritirò a Montecassino.

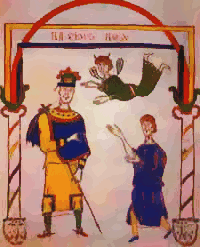
Rachis in una miniatura dal Codex Matritensis Leges Langobardorum

La massima estensione dei domini longobardi (in azzurro) dopo le conquiste di Astolfo (751).

Astolfo, espressione della corrente più aggressiva dei duchi, intraprese una politica energica ed espansionistica e all'inizio colse notevoli successi, culminati nella conquista di Ravenna (751); le sue campagne portarono i Longobardi a un dominio quasi completo dell'Italia, con l'occupazione (750-751) anche dell'Istria, di Ferrara, di Comacchio e di tutti i territori a sud di Ravenna fino a Perugia, mentre nella Langobardia Minor riuscì a imporre il suo potere anche a Spoleto e, indirettamente, a Benevento. Proprio nel momento in cui Astolfo pareva ormai avviato a vincere tutte le opposizioni su suolo italiano, Pipino il Breve, nuovo re dei Franchi, si accordò con papa Stefano II che, in cambio della solenne unzione regale, ottenne la discesa in Italia dei Franchi. Nel 755 l'esercito longobardo fu sgominato dai Franchi e Astolfo (assediato a Pavia da Pipino il Breve) dovette accettare consegne di ostaggi e cessioni territoriali. Due anni dopo riprese la guerra contro il papa, che richiamò i Franchi. Sconfitto di nuovo, Astolfo dovette accettare patti molto più duri: Ravenna passò al papa, incrementando il nucleo territoriale del Patrimonio di San Pietro e il re dovette accettare una sorta di protettorato.
Alla morte di Astolfo, nel 756, Rachis uscì dal monastero e tentò, inizialmente con qualche successo, di ritornare sul trono. Si oppose Desiderio, duca di Tuscia, che riuscì a ottenere l'appoggio del papa e dei Franchi. I Longobardi gli si sottomisero e Rachis ritornò a Montecassino. Desiderio riaffermò il controllo longobardo sul territorio facendo di nuovo leva sui Romanici, creando una rete di monasteri governati da aristocratici longobardi e arrivando a patti con il nuovo papa, Paolo I. Desiderio sviluppò una disinvolta politica matrimoniale dando in sposa una figlia al futuro Carlo Magno e un'altra figlia, Liutperga, al duca di Baviera, Tassilone.

#### Caduta del regno
Nel 771 la morte del fratello Carlomanno lasciò mano libera a Carlo Magno che, ormai saldo sul trono, ripudiò la figlia di Desiderio. L'anno successivo un nuovo papa, Adriano I, del partito avverso a Desiderio, pretese la consegna di alcuni territori promessi e mai ceduti da Desiderio portandolo così a riprendere la guerra contro le città della Romagna. Carlo Magno venne in aiuto del papa: tra il 773 e il 774 scese in Italia e conquistò la capitale del regno, Pavia. Il figlio di Desiderio, Adelchi, trovò rifugio presso i Bizantini; Desiderio e la moglie Ansa furono condotti in Francia e chiusi in un monastero. Carlo si fece chiamare da allora Gratia Dei rex Francorum et Langobardorum, realizzando un'unione personale dei due regni, mantenendo le Leges Langobardorum ma riorganizzando il regno sul modello franco, con conti al posto dei duchi.
(Indro Montanelli - Roberto Gervaso, L'Italia dei secoli bui)

### Dopo il 774 - la Langobardia Minor

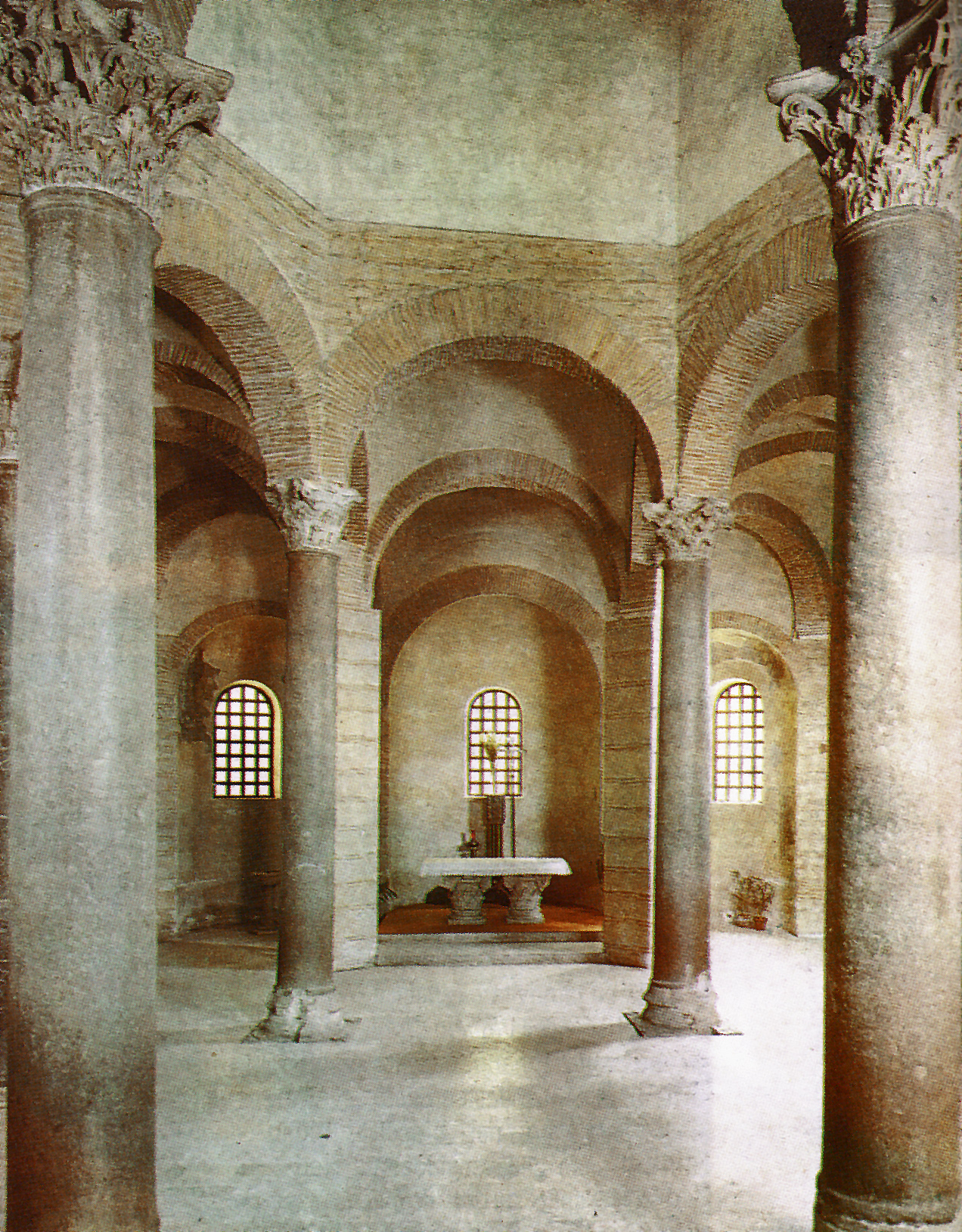
L'interno della chiesa di Santa Sofia a Benevento, completata all'epoca di Arechi II (758-787).

Il Ducato di Benevento nell'VIII secolo

I domini longobardi dell'Italia centro-meridionale (quella che si chiamava Langobardia Minor, rispetto a quella più vasta del settentrione), subirono destini differenti. Il Ducato di Spoleto cadde immediatamente in mano franca, quello di Benevento si mantenne, invece, autonomo. Il duca Arechi II, al potere al momento del crollo del regno, aspirò inutilmente al trono reale; assunse poi il titolo di principe.
Nei secoli seguenti gli Stati longobardi del meridione (dal Principato di Benevento si staccarono presto il Principato di Salerno e la Signoria di Capua) furono travagliati da lotte intestine e da contrasti con le potenze maggiori (il Sacro Romano Impero e l'Impero bizantino), con i vicini ducati campani della costa e con i Saraceni.
Dopo il Mille, il Principato di Salerno, sotto il principe Guaimario IV, si espanse ed inglobò quasi tutta l'Italia meridionale continentale (1050), ma gli Stati longobardi vennero infine (XI secolo) assorbiti dai Normanni, come tutta l'Italia meridionale. Roberto il Guiscardo sposò Sichelgaita, figlia di Guaimario IV, ultimo signore di Salerno. Nel 1139 il principato (che fu anche chiamato "longobardo-normanno") evolse nel Regno di Sicilia (durato - con vari nomi - sette secoli, fino al 1861). Benevento, conquistata da Roberto il Guiscardo nel 1053, entrò a far parte dello Stato Pontificio, anche se continuarono a essere nominati duchi longobardi (direttamente dal papa) fino al 1081.
La persistenza di Stati autonomi permise ai Longobardi di salvaguardare una propria identità culturale e mantenne gran parte dell'Italia del Sud nell'orbita culturale occidentale, anziché in quella bizantina. Il diritto longobardo (more Langobardorum) persistette in ampie aree dell'Italia meridionale ancora per un paio di secoli.

## Società

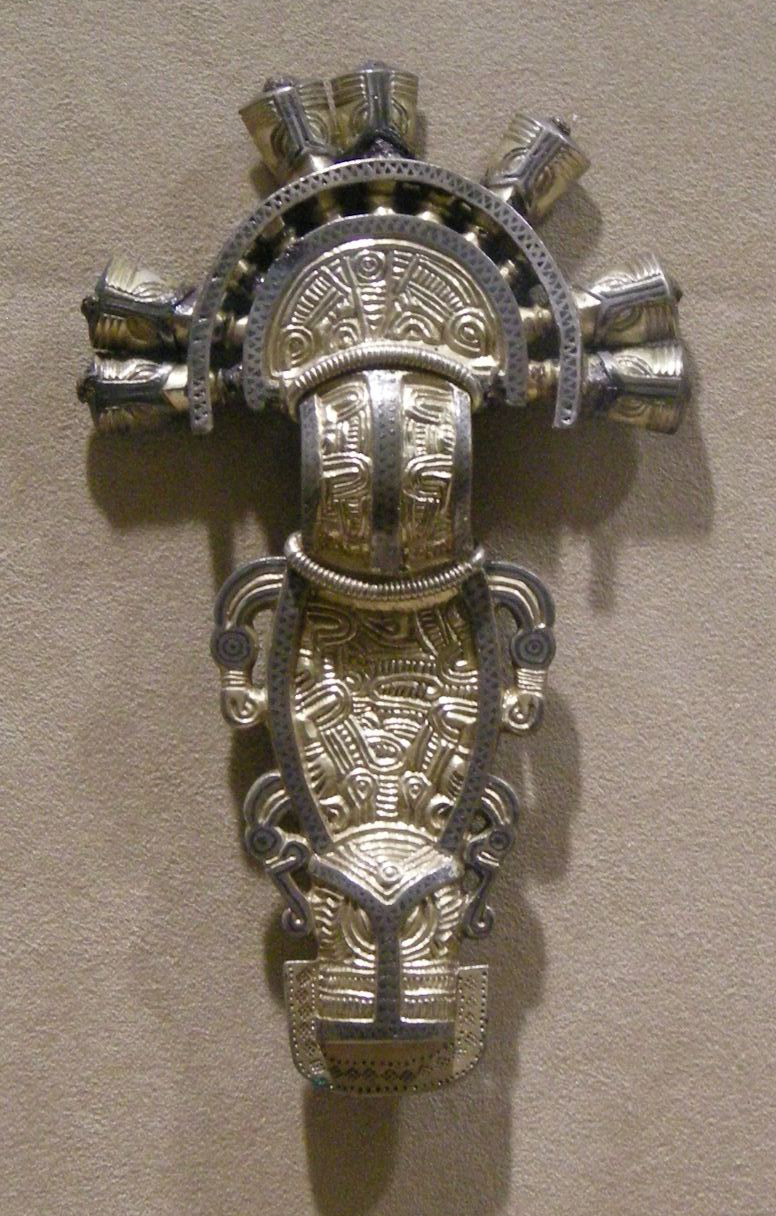
Fibula longobarda, 600 circa

I Longobardi si definivano «gens Langobardorum»: una gens, quindi, ovvero un gruppo di individui che aveva ben chiara la consapevolezza di formare una comunità e convinto di condividere un'ascendenza comune. Questo, tuttavia, non significava che i Longobardi fossero un gruppo etnicamente omogeneo; durante il processo migratorio inclusero al loro interno individui isolati o frammenti di popoli incontrati durante i loro spostamenti, soprattutto attraverso l'inserimento di guerrieri. Per accrescere il numero di uomini in armi ricorsero spesso all'affrancamento degli schiavi. La maggior parte degli individui via via inclusi era probabilmente composta da elementi germanici, ma non mancavano origini etniche diverse (per esempio, Avari di ceppo turco) e perfino Romani del Norico e della Pannonia.
I Longobardi erano un popolo in armi guidato da un'aristocrazia di cavalieri e da un re guerriero. Il titolo non era dinastico ma elettivo: l'elezione si svolgeva nell'ambito dell'esercito, che fungeva da assemblea degli uomini liberi (arimanni). Ogni anno veniva convocato a Pavia l'esercito, richiamando presso la corte le maggiori élite aristocratiche del regno, e in queste occasioni, davanti alle assemblee degli uomini armati, furono promulgati nel 643 l'editto di Rotari e successivamente le altre leggi longobarde. Infatti la partecipazione all'esercito garantiva l'esercizio dell'attività politica all'interno dell'assemblea. Alla base della piramide sociale c'erano i servi, che vivevano in condizioni di schiavitù; a livello intermedio si trovavano gli aldii, che avevano limitata libertà, ma una certa autonomia in ambito economico. Al momento dell'invasione dell'Italia (568), il popolo era suddiviso in varie fare, raggruppamenti familiari con funzioni militari che ne garantivano la coesione durante i grandi spostamenti. A capo di ogni fara c'era un duca.
In Italia le fare si insediarono sul territorio ripartendosi tra gli insediamenti fortificati già esistenti e in una prima fase respinsero ogni commistione con la popolazione di origine latina (i Romanici), arroccandosi a difesa dei propri privilegi. Minoranza, coltivarono i tratti che li distinguevano sia dai loro avversari Bizantini sia dai Romanici: la lingua longobarda, la religione pagana o ariana, il monopolio del potere politico e militare. L'irruzione dei Longobardi sulla scena italiana sconvolse i rapporti sociali della Penisola. La maggior parte del ceto dirigente latino (i nobiles) fu uccisa o scacciata, mentre i pochi scampati dovettero cedere ai nuovi padroni un terzo dei loro beni, secondo il procedimento dell'hospitalitas.
Anche una volta insediati in Italia, i Longobardi conservarono il valore attribuito all'assemblea del popolo in armi, il "Gairethinx", che decideva l'elezione del re e deliberava sulle scelte politiche, diplomatiche, legislative e giudiziarie più importanti. Con il radicarsi dell'insediamento in Italia, il potere divenne territoriale, articolato in ducati. Gli sculdasci governavano i centri più piccoli, mentre i gastaldi di nomina regia amministravano la porzione dei beni dei Longobardi assegnati, a partire dall'elezione di Autari (584) al sovrano.
Una volta stabilizzata la presenza in Italia, nella struttura sociale del popolo iniziarono a manifestarsi segnali di evoluzione, registrati soprattutto nell'Editto di Rotari (643). L'impronta guerriera, che portava con sé elementi di collettivismo militaresco, lasciò progressivamente il passo a una società differenziata, con una gerarchia legata anche alla maggiore o minore ampiezza delle proprietà fondiarie. L'Editto lascia intendere che, anziché in fortificazioni più o meno provvisorie, i Longobardi vivessero ormai nelle città, nei villaggi o - caso forse più frequente - in fattorie indipendenti (curtis). Con il passare del tempo anche i tratti di segregazione andarono stemperandosi, soprattutto con il processo di conversione al cattolicesimo avviato dalla dinastia Bavarese. Il VII secolo fu segnato da questo progressivo avvicinamento, parallelo a un più ampio rimescolamento delle gerarchie sociali. Tra i Longobardi vi fu chi discese fino ai gradini più bassi della scala economico-sociale, mentre al tempo stesso cresceva il numero dei Romanici capaci di conquistare posizioni di prestigio. A conferma della rapidità del processo c'è anche l'uso esclusivo della lingua latina in ogni scritto.
Sebbene le leggi rotariane proibissero, in linea di principio, i matrimoni misti, era tuttavia possibile per un longobardo sposare una schiava, anche romanica, purché emancipata prima delle nozze. Gli ultimi re longobardi, come Liutprando o Rachis, intensificarono gli sforzi d'integrazione, presentandosi sempre più come re d'Italia anziché re dei Longobardi. Le novità legislative introdotte dallo stesso Liutprando mostrano anche il ruolo sempre più rilevante rivestito da nuove categorie, come quelle dei mercanti e degli artigiani. Con l'VIII secolo, i Longobardi erano in tutto adattati agli usi e ai costumi della maggioranza della popolazione del loro regno.

### Armamento

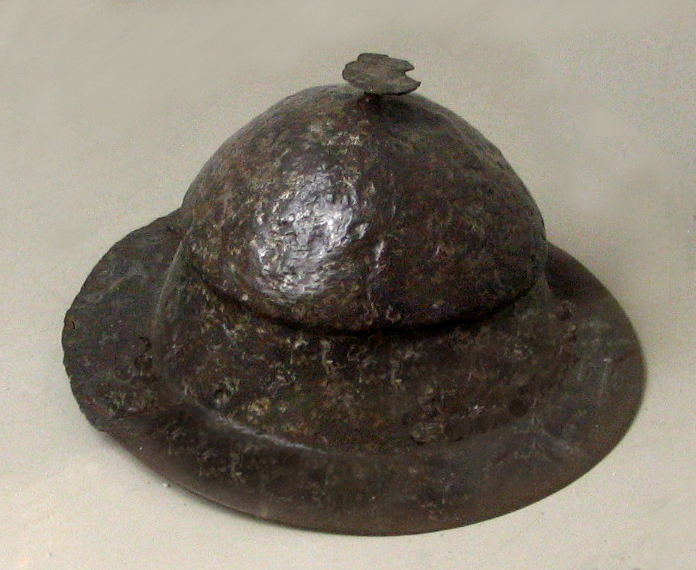
Umbone longobardo proveniente da Fornovo San Giovanni
Bergamo, Museo civico archeologico

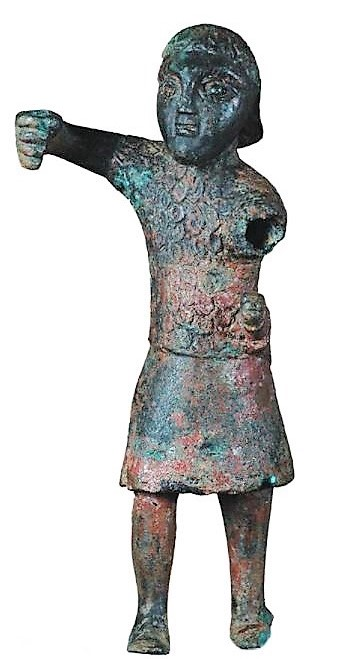
Bronzetto raffigurante un guerriero, VIII secolo, Pavia, musei civici.

La lancia, che per i Longobardi aveva un grande valore simbolico dato che era l'emblema del potere regio, assieme alla spada era l'arma più importante sia dei fanti che dei cavalieri. I Longobardi, almeno inizialmente, adottarono lance di origine romano-bizantina, come il modello "a foglia d'alloro", tonda e larga, o quello "a foglia di salice", stretto e allungato. Solo dalla fine del VII secolo svilupparono il modello "ad alette", caratterizzato dalla lunga asta rafforzata da listelli metallici. Le spade di età longobarda erano eredi della lunga spatha germanica ed erano simili a quelle utilizzate dai Franchi. Come altri popoli germanici, i Longobardi erano equipaggiati anche con lo scramasax, un robusto e grande coltello (che nel tempo divenne tanto lungo da assomigliare a una sciabola) dalla punta incurvata e tagliente da un solo lato. Gli scudi erano rotondi o ellittici, formati da liste di legno ricoperte di cuoio, e il loro diametro poteva variare dai 60 ai 90 cm. Erano dotati al centro di un umbone metallico, utile sia a proteggere la mano, sia a colpire i nemici durante il combattimento. L'ascia, in particolare il modello detto "barbuto" caratterizzato dal lato inferiore molto pronunciato (anche 25 cm di lunghezza), era molto utilizzata dai Longobardi, mentre l'arco era ritenuto un'arma di second'ordine, dato che negli eserciti longobardi gli arcieri erano reclutati tra le classi sociali più basse.
L'armamento difensivo era molto costoso e ne erano provvisti solo i combattenti più ricchi. Gli elmi più diffusi derivavano dallo spangenhelm tardoantico, ma si svilupparono pure elmi lamellari, costituiti da lamelle di ferro sovrapposte e di forma ogivale. Esistevano vari tipi di corazza, come la brunia, pesante veste di stoffa o cuoio rinforzata da placchette metalliche, la corazza formata da lamelle di ferro sovrapposte e legate tra loro da lacci in cuoio, e la maglia di ferro costituita da anelli in ferro.

## Religione

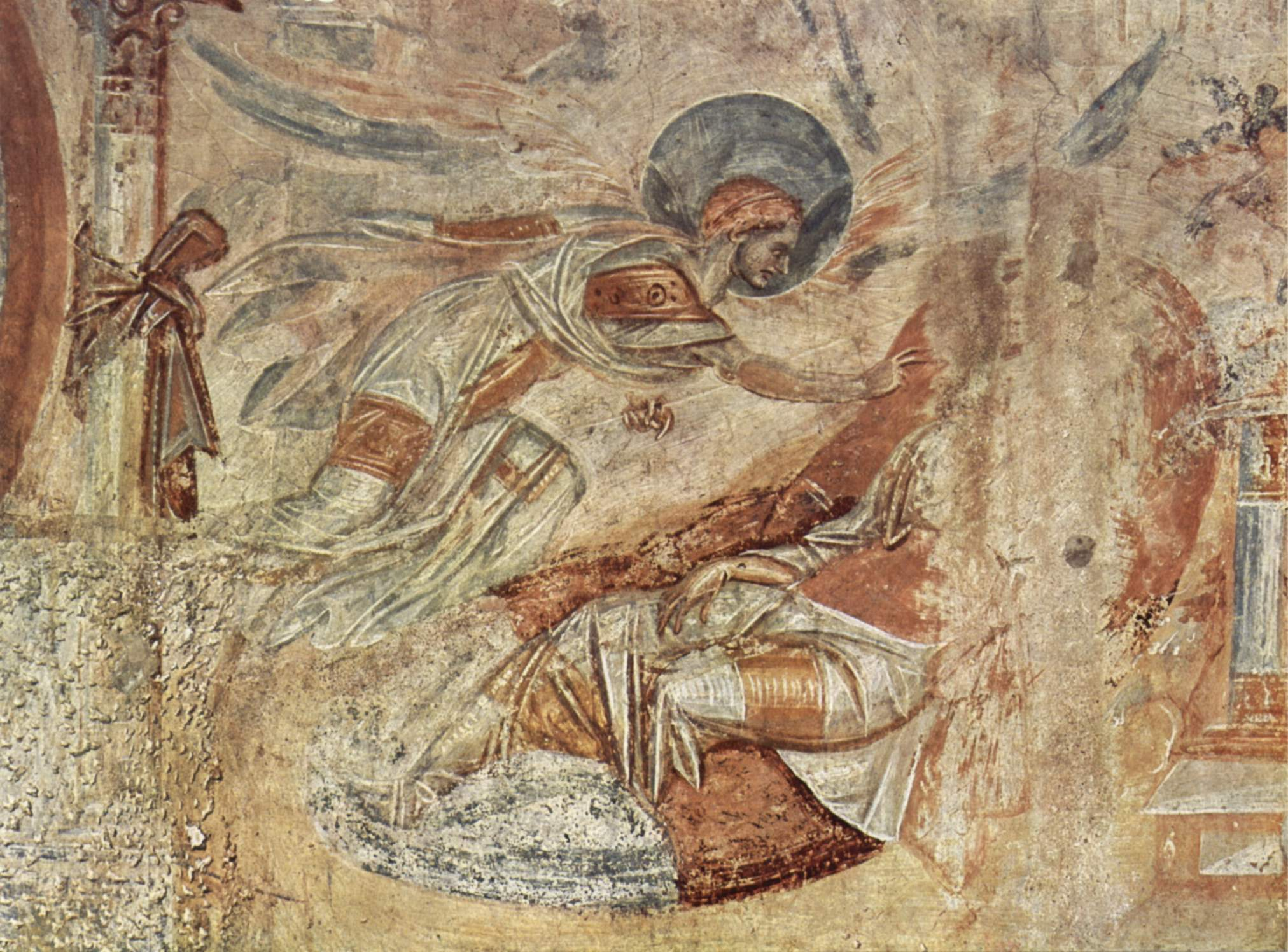
Maestro di Castelseprio, Il sogno di Giuseppe (affresco del ciclo della chiesa di Santa Maria Foris Portas, VIII-IX secolo, Castelseprio)

Gli indizi contenuti nel mito lasciano intuire che inizialmente, prima del passaggio dalla Scandinavia alla costa meridionale del Mar Baltico, i Longobardi venerassero gli dei della stirpe dei Vani; in seguito, a contatto con altre popolazione germaniche, adottarono anche il culto degli Asi: un'evoluzione che segnava il passaggio dall'adorazione di divinità legate alla fertilità e alla terra, al culto di dei di ispirazione guerriera. In seguito, durante lo stanziamento tra Norico e Pannonia, si avviò il processo di conversione al cristianesimo. L'adesione alla nuova religione fu, almeno inizialmente, spesso superficiale (tracce dei culti pagani sopravvissero a lungo) se non strumentale. Ai tempi di Vacone (intorno agli anni quaranta del VI secolo), alleato dei Bizantini cattolici, ci fu un avvicinamento al cattolicesimo; appena un paio di decenni dopo Alboino, progettando la calata in Italia, scelse invece l'arianesimo, al fine di ottenere l'appoggio dei Goti ariani contro gli stessi Bizantini. Queste conversioni "politiche" riguardavano esclusivamente il sovrano e pochi altri esponenti dell'aristocrazia; la massa del popolo rimaneva fedele agli antichi culti pagani.
In Pannonia i Longobardi vennero in contatto con altri popoli nomadi e guerrieri, tra i quali i Sarmati; questa stirpe iranica aveva subito influssi culturali di origine orientale. Da loro i Longobardi trassero, in ambito simbolico-religioso, l'usanza delle "perticae": lunghe aste sormontate da figure di uccelli (particolarmente frequente la colomba), derivate dalle insegne portate in battaglia. I Longobardi ne fecero un uso funerario: quando una persona moriva lontano da casa o risultava dispersa in battaglia, la famiglia compensava l'impossibilità di celebrarne i funerali piantando nel terreno una di queste aste, con il becco dell'uccello orientato verso il punto in cui si credeva fosse morto il familiare.

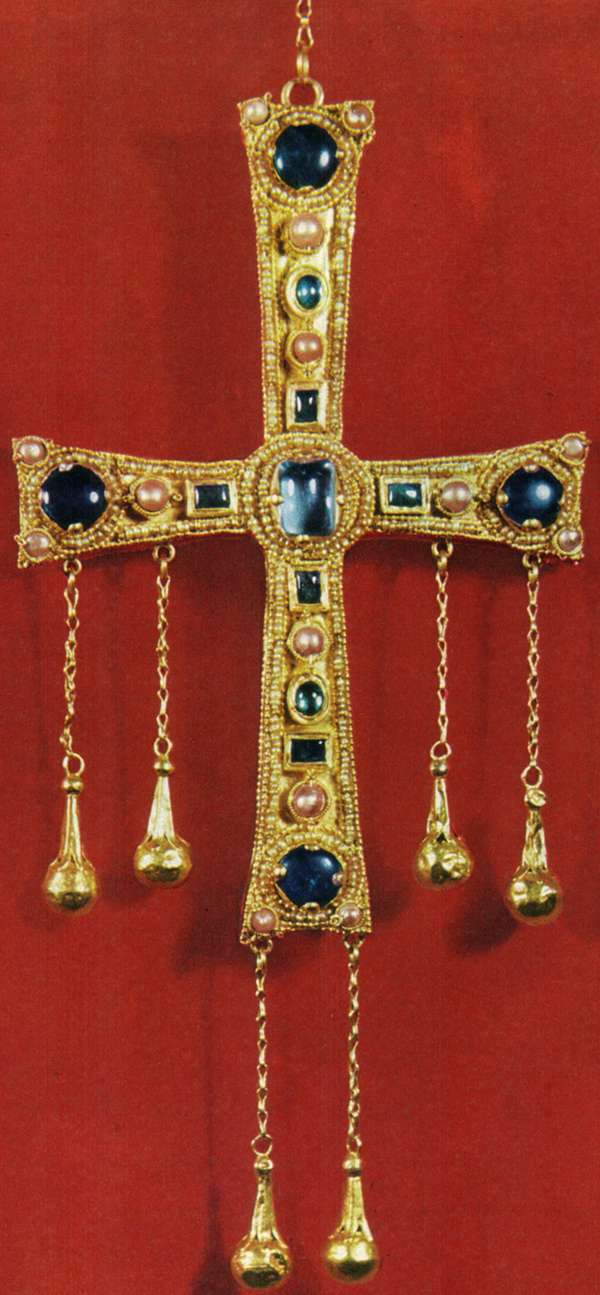
Croce di Agilulfo
inizio VII secolo
Monza, Museo e tesoro del Duomo.

### La conversione al cattolicesimo
Dopo che i Longobardi giunsero in Italia, il processo di conversione al cattolicesimo si intensificò al punto da indurre Autari a vietare espressamente ai Longobardi di far battezzare con rito cattolico i propri figli. Anche in questo caso, più che mossa da interessi spirituali, la misura mirava evitare spaccature politiche tra i Longobardi e a scongiurare i pericoli di assimilazione da parte dei Romanici. Già con il suo successore Agilulfo, tuttavia, l'opposizione al cattolicesimo si fece meno radicale, soprattutto per influsso di Teodolinda, cattolica. Dopo un iniziale appoggio allo Scisma tricapitolino, la regina (che era in corrispondenza con papa Gregorio I) favorì sempre più l'ortodossia cattolica. Un segnale decisivo fu il battesimo cattolico impartito, nel 603, all'erede al trono Adaloaldo.
Rimaneva comunque costante lo scarso coinvolgimento spirituale di gran parte dei Longobardi nelle controversie religiose, tanto che la contrapposizione tra cattolici, da un lato, e pagani, ariani e tricapitolini, dall'altro, assunse ben presto valenze politiche. I sostenitori dell'ortodossia romana, capeggiati dalla dinastia Bavarese, erano politicamente i fautori di una maggior integrazione con i Romanici, accompagnata da una strategia di conservazione dello status quo con i Bizantini. Ariani, pagani e tricapitolini, radicati soprattutto nelle regioni nord-orientali del regno ("Austria"), si facevano invece interpreti della conservazione dello spirito guerriero e aggressivo del popolo. Così, alla fase "filo-cattolica" di Agilulfo, Teodolinda ed Adaloaldo seguì, dal 626 (ascesa al trono di Arioaldo) al 690 (sconfitta definitiva dell'antire Alachis), una lunga fase di ripresa dell'arianesimo, incarnato da sovrani militarmente aggressivi come Rotari e Grimoaldo. Tuttavia la tolleranza verso i cattolici non venne mai messa in discussione dai vari re, salvaguardata anche dall'influente apporto delle rispettive regine (in gran parte scelte, per motivi di legittimazione dinastica, tra le principesse cattoliche della dinastia Bavarese).
Con il progredire dell'integrazione con i Romanici, il processo di conversione al cattolicesimo divenne di massa, soprattutto grazie alla sempre più stabile convivenza sullo stesso territorio e, al tempo stesso, del progressivo allontanamento delle province italiane dall'Impero bizantino (veniva così meno uno dei principali motivi politico-diplomatici di avversione al cattolicesimo). Tuttavia ancora nel VII secolo nel ducato di Benevento, si ha notizia di una diffusione ancora molto ampia, almeno nell'ambito aristocratico - nominalmente convertito - di riti che comprendevano sacrifici animali o idolatria (per lo più di vipere) e competizioni rituali di carattere chiaramente germanico, che venivano praticati in piccoli boschi sacri che daranno origine alle leggende sul noce di Benevento; a Pavia, capitale del regno, solo nel 658 la cattedrale ariana di Sant'Eusebio passò al culto cattolico e, contemporaneamente, il vescovo ariano della città Anastasio divenne il presule cattolico della città.
L'intero popolo divenne, almeno nominalmente, cattolico sul finire del regno di Cuniperto (morto nel 700), e i suoi successori (su tutti, Liutprando) fecero coscientemente leva sull'unità religiosa (cattolica) di Longobardi e Romanici per ribadire il loro ruolo di rex totius Italiae. In particolare, Liutprando si fece indicare nei testi legislativi come christianus ac catholicus princeps e rex gentis felicissimae ac catholicae Deoque dilectae Langobardorum. All'interno del ceto guerriero longobardo, era particolarmente diffuso il culto micaelico, ossia la devozione all'arcangelo Michele, il "guerriero di Dio", al quale furono intitolate numerose chiese.

## Diritto

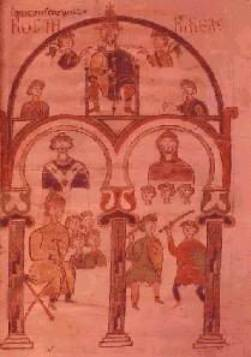
Illustrazione miniata di un codice contenente l'Editto di Rotari. Vercelli, Museo del Duomo.

Il diritto longobardo, a lungo tramandato oralmente nelle Cawarfidae, iniziò a svilupparsi realmente a partire dal regno di Autari, per poi trovare una prima sistematizzazione con l'Editto di Rotari, promulgato nel 643. Le leggi longobarde (integrate da editti e capitolari del regno d'Italia) vennero raccolte nel Liber papiensis prima e poi nel Liber legis Longobardorum. Accanto alla conferma della personalità della legge (il diritto longobardo era cioè valido per i soli Longobardi, mentre i Romanici rimanevano soggetti al diritto romano), l'Editto introdusse significative novità, come la limitazione della pena capitale e della faida, sostituita con risarcimenti in denaro (guidrigildo). Il corpus delle leggi longobarde fu in seguito ampliato e aggiornato, evolvendosi verso una maggiore integrazione con il diritto romano e con quello canonico, da diversi sovrani (particolarmente estesa fu l'azione di Liutprando).
Tra le figure fondamentali del diritto civile longobardo spicca il mundio, ovvero il diritto di protezione-tutela accordato al capo di una fara e che portava tutti gli altri componenti del gruppo famigliare (in particolare le donne) a essere sottoposti alla sua autorità. Dal punto di vista penale, invece, particolare rilievo aveva il guidrigildo: sostituendosi alla faida come strumento di riparazione delle offese personali, questo istituto giuridico era regolato da una minuziosa elencazione, più volte rimaneggiata nel tempo, dell'esatto ammontare in denaro che doveva corrispondere ai danni arrecati. Particolarmente significativa, poi, l'estrema rarità del ricorso alla pena di morte tra i Longobardi, che ne ritenevano passibili soltanto i più gravi reati di tradimento (regicidio, congiura contro il re, sedizione, diserzione, uxoricidio).

## Economia
Durante la lunga fase nomade, l'economia dei Longobardi si basava su rudimentali forme di allevamento e agricoltura, senza che fossero presenti differenziazioni di ceto significative. La continua conflittualità con altri popoli vicini aggiungeva poi le risorse derivanti dalle razzie.
Il processo di crescita del rilievo economico e sociale dei guerrieri crebbe considerevolmente durante le ultime fasi della migrazione, con lo stanziamento in Rugilandia, nel Feld e soprattutto in Pannonia: le necropoli di questo periodo attestano infatti la presenza di ricchi corredi funebri composti soprattutto di armi e di oggetti d'oreficeria. I Longobardi inglobarono le popolazioni romanizzate della Pannonia e ne assimilarono quindi anche le pratiche economiche, con un'agricoltura stanziale e sviluppata. Diversi guerrieri servirono, in qualità di mercenari, l'Impero bizantino.
In Italia i Longobardi si imposero in un primo momento come casta dominante al posto di quella di ascendenza romana preesistente, soppressa o scacciata. I prodotti della terra venivano ripartiti con i sudditi romanici che la lavoravano, riservando ai Longobardi un terzo (tertia) dei raccolti. I proventi non andavano a singoli individui, ma alle fare, che li amministravano nelle sale. Il sistema economico della tarda antichità, imperniato su grandi latifondi lavorati da contadini in condizione semi-servile, non fu rivoluzionato, ma solo modificato affinché avvantaggiasse i nuovi dominatori.

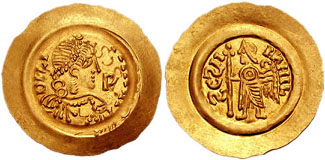
Tremisse aureo di Liutprando, coniato dalla zecca di Pavia: al dritto (sinistra) il busto del re; al rovescio (destra), l'arcangelo Michele.

Nei secoli seguenti la struttura socio-economica del regno si modificò progressivamente. La crescita demografica favorì la frammentazione dei fondi, tanto che crebbe il numero dei Longobardi che cadeva in stato di povertà, come attestano le leggi mirate ad alleviare le loro difficoltà; per contro, anche alcuni Romanici cominciarono ad ascendere nella scala sociale, arricchendosi con il commercio, l'artigianato, con le professioni liberali o con l'acquisizione di terre che i Germani non avevano saputo amministrare proficuamente. Liutprando riformò la struttura amministrativa del regno, anche liberando dagli obblighi militari i Longobardi più poveri.
L'VIII secolo, apogeo del regno, fu un periodo di benessere anche economico. L'antica società di guerrieri e sudditi si era trasformata in una vivace articolazione di ceti e classi, con proprietari fondiari, artigiani, contadini, mercanti, giuristi; conobbero grande sviluppo, anche economico, le abbazie, soprattutto benedettine, e si espanse l'economia monetaria, con la conseguente creazione di un ceto bancario. Dopo un primo periodo durante il quale la monetazione longobarda coniava esclusivamente monete bizantine d'imitazione, i re di Pavia svilupparono una monetazione autonoma, aurea e argentea. Il ducato di Benevento, il più indipendente dei ducati, ebbe anche una propria monetazione autonoma.

## Lingua
I Longobardi parlavano originariamente una lingua germanica, di classificazione incerta. Non esistono testimonianze scritte del longobardo, se non alcune parole sporadicamente contenute in testi giuridici, come l'Editto di Rotari, o storici (soprattutto l'Historia Langobardorum di Paolo Diacono).
L'uso del longobardo declinò rapidamente dopo l'insediamento in Italia, soppiantato fin dai primi documenti ufficiali dal latino. Anche nell'uso quotidiano l'idioma germanico, parlato da un'esigua minoranza della popolazione italiana dell'epoca, si perse nel volgere di pochi decenni. Non si trattò tuttavia di una dissoluzione nel nulla; anzi, l'influsso germanico ha significativamente contribuito, soprattutto nel lessico, al passaggio dal latino volgare ai vari volgari italiani, che si sarebbero poi evoluti nelle varie lingue locali e, attraverso il toscano, nella stessa lingua italiana. La prima attestazione del volgare in Italia, l'Indovinello veronese, risale alla fine dell'VIII secolo.

## Cultura

### Letteratura

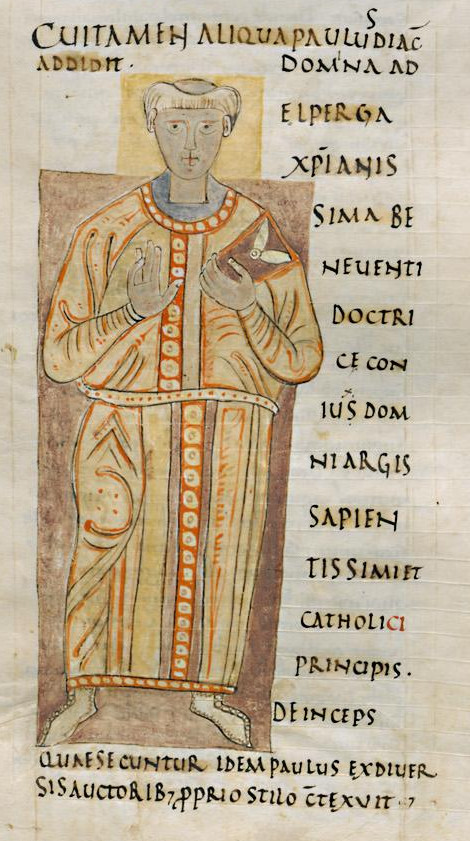
Paolo Diacono effigiato in un manoscritto altomedievale.

Non ci sono pervenute testimonianze originali della cultura letteraria germanica, propria dei Longobardi. Il patrimonio delle saghe, tramandato oralmente, è andato perduto, eccezion fatta per quanto conservato nel testo, redatto in latino, della Origo gentis Langobardorum, conservato in alcuni manoscritti delle Leges Langobardorum e quanto tramandato in forma di aneddoti, o addirittura ridicolizzato come «ridiculam fabulam», da Paolo Diacono.
In seguito all'integrazione tra Longobardi e Romanici, avviata con decisione a partire dagli inizi del VII secolo, risulta difficile isolare i contributi propri dell'una o dell'altra tradizione nella produzione letteraria dell'Alto Medioevo italiano (inclusi gli anni successivi alla caduta del Regno longobardo, nel 774, che non comportò la sparizione del popolo). Esemplare di questa commistione è la più alta figura della cultura longobarda: Paolo Diacono. Originario del Ducato del Friuli, orgogliosamente longobardo, adottò tuttavia nelle sue opere (su tutte, la capitale Historia Langobardorum) la lingua latina.

### Arte
Durante la lunga fase nomade (I-VI secolo), i Longobardi svilupparono un linguaggio artistico che aveva molti tratti in comune con quello delle altre popolazioni germaniche dell'Europa centro-settentrionale. Popolo nomade e guerriero, non poté dedicarsi allo sviluppo di tecniche artistiche che presupponessero un insediamento stanziale e l'uso di materiali di difficile trasporto. Nelle loro tombe troviamo quasi solo armi e gioielli, che rappresentano l'essenza della creazione artistica materialmente eseguita da artefici longobardi. La situazione si modificò con l'insediamento dapprima in Pannonia, e in seguito in Italia, dove i Longobardi vennero a contatto con l'influsso classico e si avvalsero di maestranze romaniche, quando non addirittura di artisti bizantini. Il risultato, al di là dell'appartenenza etnica degli artisti, è stata comunque una produzione artistica per molti versi di sintesi, sviluppata con tratti anche originali durante l'epoca del regno longobardo lungo l'intera Penisola.

#### Architettura

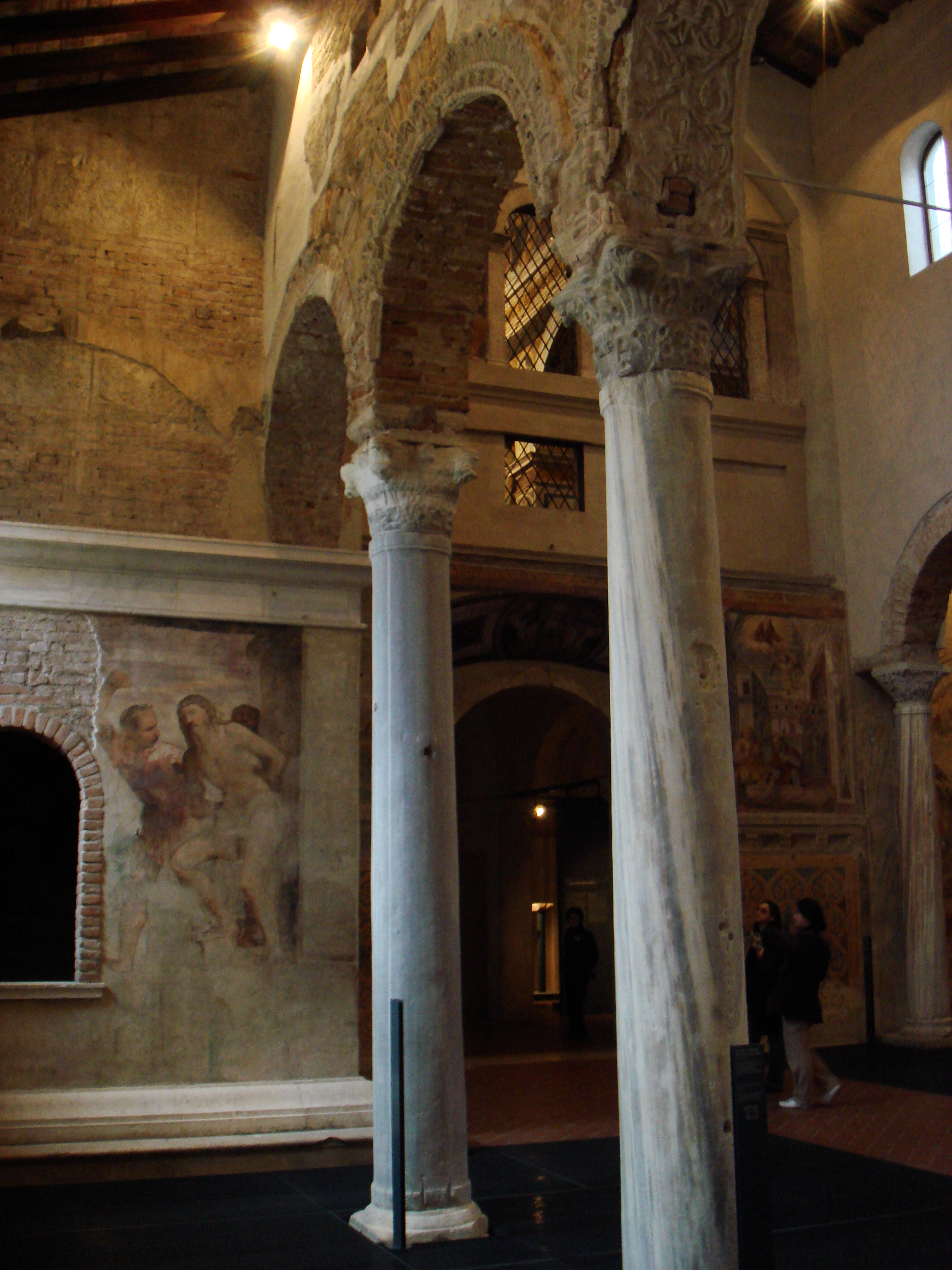
Chiesa di San Salvatore (Brescia), interno

L'attività architettonica sviluppata in Langobardia Maior è andata in gran parte perduta, per lo più a causa di successive ricostruzioni degli edifici sacri e profani eretti tra VII e VIII secolo. A parte il Tempietto longobardo di Cividale del Friuli, rimasto in gran parte intatto, gli edifici civili e religiosi di Pavia (il Palazzo Reale, la chiesa di Sant'Eusebio, la basilica di San Pietro in Ciel d'Oro, la basilica di San Michele Maggiore, la basilica del Santissimo Salvatore, la chiesa di San Marino, la chiesa di San Giovanni Domnarum, il monastero di San Felice), Monza (la Residenza estiva, la basilica di San Giovanni) o altre località sono stati ampiamente rimaneggiati nei secoli seguenti. Ancora in parte integre rimangono soltanto poche architetture, o perché inglobate negli ampliamenti successivi (la chiesa di San Salvatore a Brescia, la Basilica Autarena a Fara Gera d'Adda, la chiesa di Santo Stefano Protomartire a Rogno), o perché periferiche e di modeste dimensioni (la chiesa di Santa Maria foris portas a Castelseprio). Testimonianze maggiormente fedeli alla forma originale si ritrovano, invece, nella Langobardia Minor: a Benevento si conservano la chiesa di Santa Sofia, un ampio tratto delle Mura e la Rocca dei Rettori, unici esempi superstiti di architettura militare longobarda, mentre altre testimonianze si sono conservate in centri minori del ducato beneventano e in quello di Spoleto (la chiesa di San Salvatore a Spoleto, il Tempietto del Clitunno a Campello sul Clitunno).
Notevole, in ambito religioso, fu l'impulso dato da diversi sovrani longobardi (Teodolinda, Liutprando, Desiderio) alla fondazione di monasteri, strumenti al tempo stesso di controllo politico del territorio e di evangelizzazione in senso cattolico di tutta la popolazione del regno. Tra i monasteri fondati in età longobarda, spicca l'abbazia di Bobbio, fondata da san Colombano.

#### Scultura

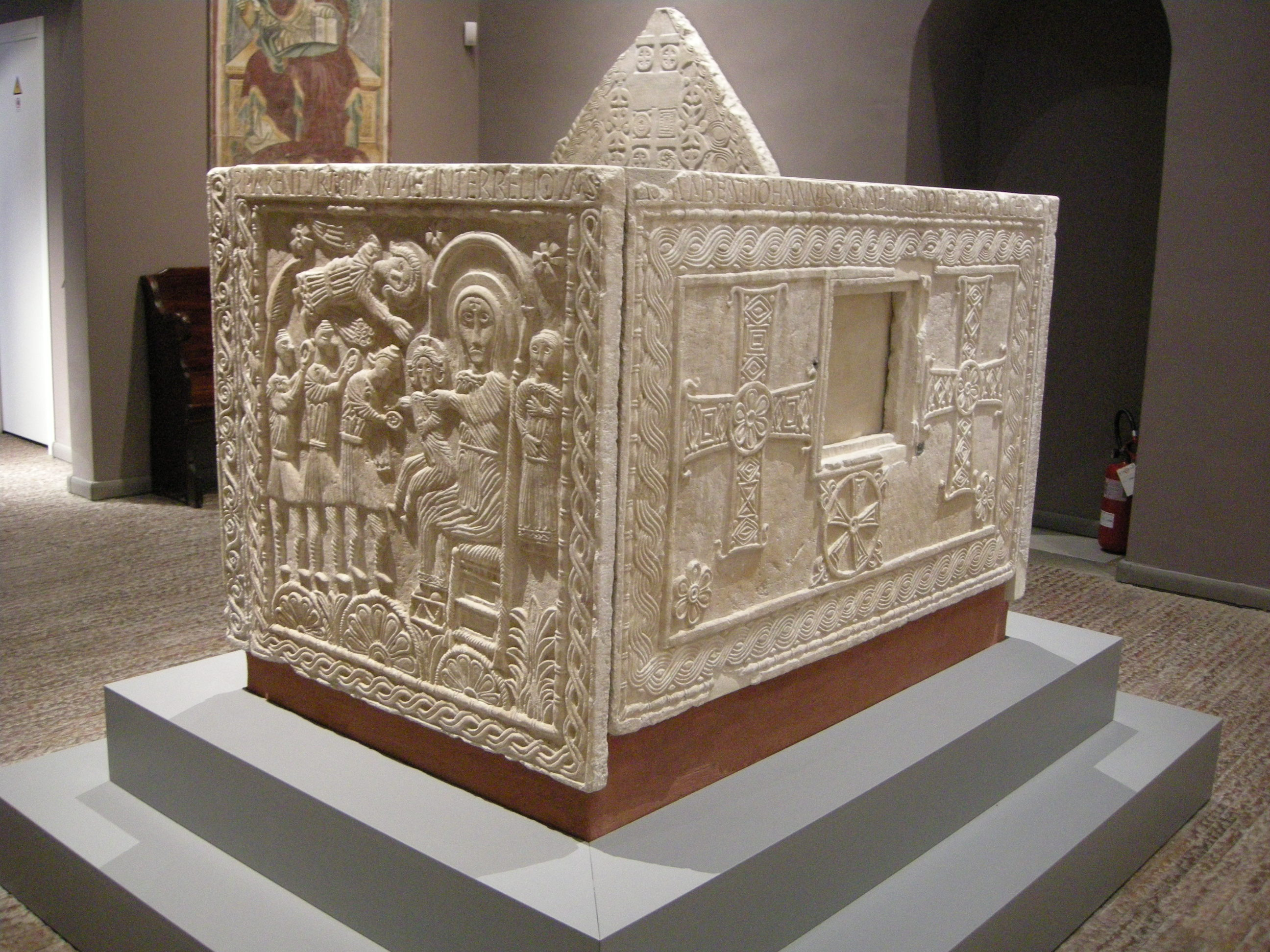
Altare del duca Rachis, pietra d'Istria, 737-744. Cividale del Friuli, Museo Cristiano.

La scultura longobarda rappresenta una delle più eleganti manifestazioni dell'Arte altomedievale. Tipici della scultura longobarda sono le rappresentazioni zoomorfe e il disegno geometrico; tra le sue manifestazioni sopravvissute fino ai nostri giorni, si annoverano pannelli d'altare, fonti battesimali e soprattutto splendide lapidi dai bassorilievi fitomorfi. Ne sono un esempio i Plutei di Teodote, entrambi conservati a Pavia: si tratta di due lastre di recinzione liturgica risalenti alla prima metà dell'VIII secolo che rappresentano, rispettivamente, l'albero della vita tra draghi marini alati e pavoni che bevono da una fonte sormontata dalla Croce (simbolo della fonte della Grazia divina). Sempre a Pavia è custodita la Lastra tombale del duca Audoaldo, risalente al 718 e recante una lunga iscrizione arricchita da bassorilievi a soggetto vegetale, mentre mirabile è la raffinatezza esecutiva della Lastra tombale di san Cumiano, presso l'abbazia di Bobbio: risalente agli anni del regno di Liutprando, reca anch'essa un'iscrizione centrale, racchiusa da una doppia cornice a motivi geometrici (serie di croci) e fitomorfi (tralci di vite).
Tra le opere scultoree sopravvissute fino ai nostri giorni, spicca, nel Tempietto longobardo di Cividale del Friuli, la decorazione a stucco conservata nella parete di controfacciata, tipico esempio artistico della "Rinascenza liutprandea": la tendenza, nota appunto a partire dal regno di Liutprando, volta a integrare l'arte longobarda con gli influssi romani. Sempre a Cividale è conservato l'Altare di Rachis, presso il Museo cristiano e tesoro del duomo di Cividale del Friuli. L'altare, realizzato nella prima metà dell'VIII secolo, è decorato da pannelli scolpiti a bassorilievo in pietra d'Istria che riportano scene della vita di Gesù e di Maria. Nello stesso museo cividalese si trova pure il Fonte battesimale del patriarca Callisto, anch'esso risalente all'VIII secolo; ottagonale, reca alcuni eleganti bassorilievi nella parte inferiore (la Croce, i simboli degli evangelisti) ed è sormontato da un tegurio. Anch'esso ottagonale, questo è sostenuto da colonne corinzie ed è scandito da ampi archi a tutto sesto, a loro volta adornati da iscrizioni e da motivi vegetali, animali e geometrici.

#### Epigrafia

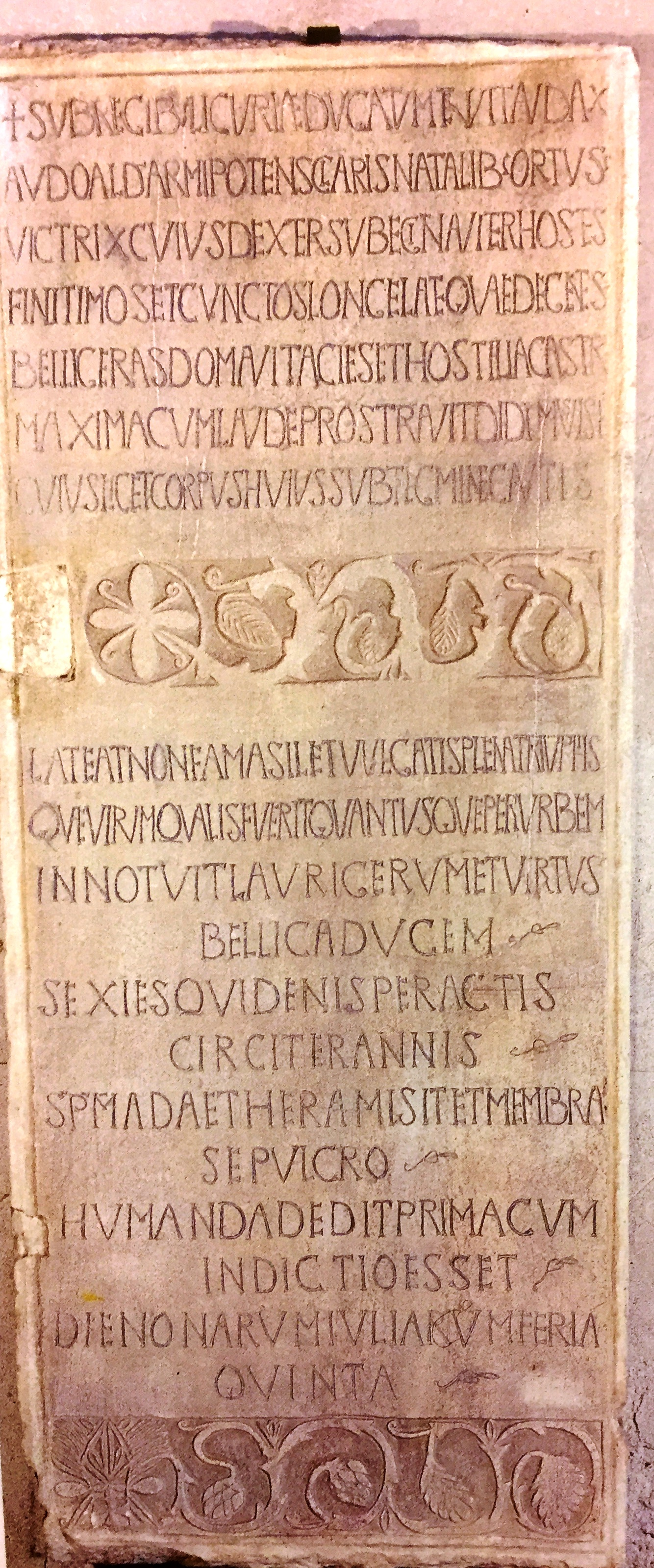
Epigrafe di Audoaldo, duca di Liguria (VIII secolo). Pavia, Musei civici

Il Regno longobardo si distinse dagli altri regni romano-germanici dell'Alto Medioevo per la conservazione della tradizione epigrafica di matrice classica, che altrove in Occidente per lo più scomparve. L'epigrafia conobbe particolare sviluppo durante il regno di Liutprando, tanto che una monumentale iscrizione (perduta) nella sua reggia di Corteolona riportava: «Desiderando decorare i trionfi del tuo popolo, tu [Liutprando] hai impresso nell'intero territorio le tue iscrizioni». A partire da quegli anni le epigrafi cominciarono a caratterizzarsi per la stretta associazione tra scrittura e decorazione, generalmente costituita da cornici a motivi vegetali, tra le quali trovò grande diffusione quella a racemi stilizzati; appartiene a questa tipologia gran parte delle epigrafi rimaste.

#### Pittura

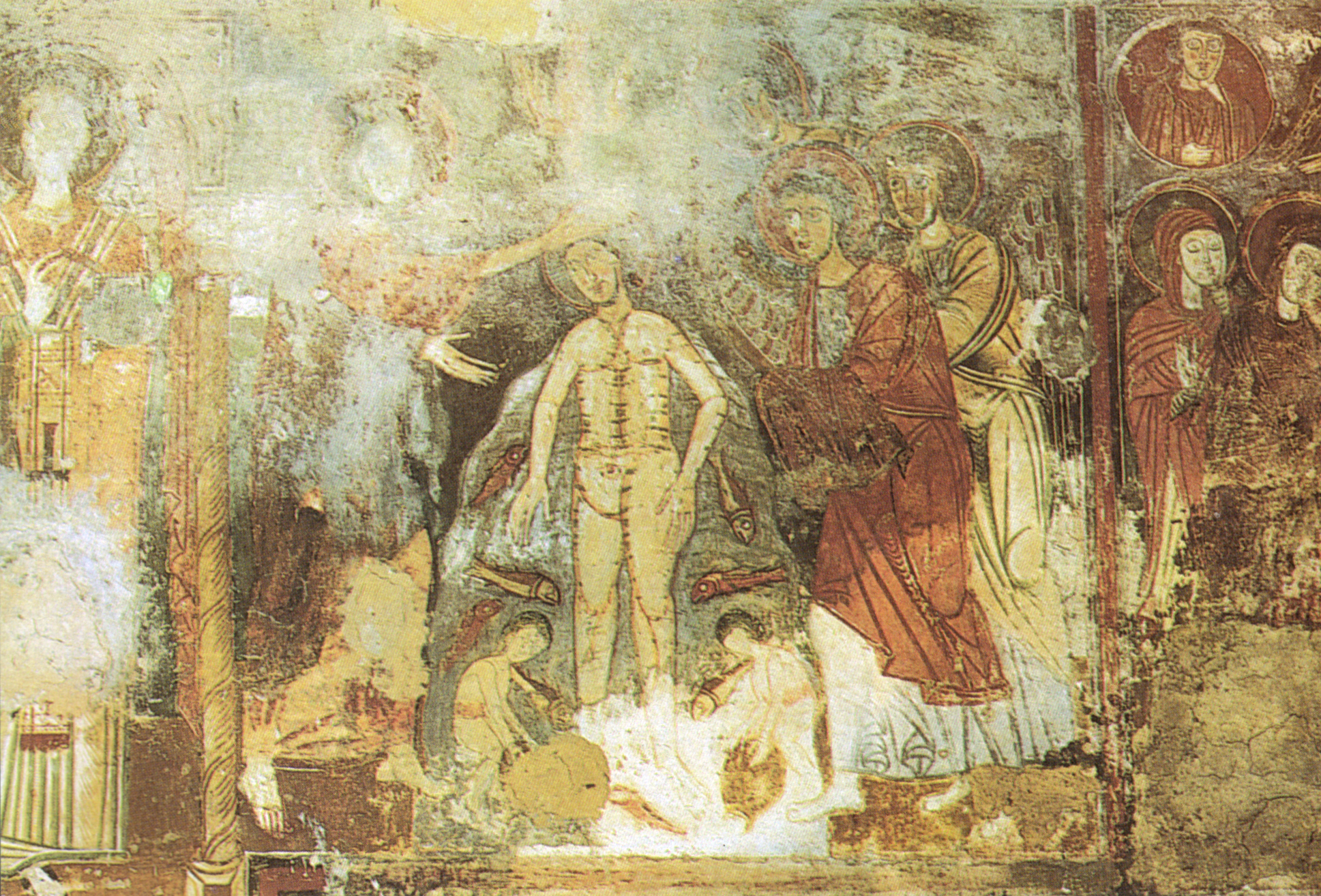
Battesimo di Cristo, affresco del ciclo della Grotta di San Michele, IX secolo. Olevano sul Tusciano.

Tra i rari esempi di arte di epoca longobarda sopravvissuti ai secoli, spiccano gli affreschi della chiesa di Santa Maria foris portas a Castelseprio, in provincia di Varese. Anche se è improbabile l'origine etnica longobarda dell'autore, la sua opera, compiuta nell'VIII o nel IX secolo, resta un'alta e originale espressione dell'arte sviluppata nel regno longobardo. Gli affreschi, rinvenuti casualmente nel 1944, rappresentano scene dell'infanzia di Cristo ispirate, sembra, soprattutto ai Vangeli apocrifi. Sorprendente è la tecnica compositiva, che lascia emergere una sorta di schema prospettico di diretta ascendenza classica, oltre a un chiaro realismo nella rappresentazione di ambienti, figure umane e animali. Il ciclo di affreschi testimonia così la permanenza, in tarda età longobarda, di elementi artistici classici sopravvissuti all'innesto della concezione germanica dell'arte, priva di attenzione ai risvolti prospettici e naturalistici e più concentrata sul significato simbolico delle rappresentazioni. Anche dal punto di vista dei contenuti simbolici il ciclo esprime una visione della religione perfettamente congruente con l'ultima fase del regno longobardo; eliminata - almeno nominalmente - la concezione di Cristo ariana, quella messa in luce dagli affreschi di Castelseprio è specificamente cattolica, poiché insiste nel ribadire la consustanzialità delle due nature - umana e divina - del Figlio di Dio.
Diversi esempi di pittura di epoca longobarda si sono conservati anche in Langobardia Minor. Una testimonianza è costituita dal ciclo pittorico nella cripta dell'Abbazia di San Vincenzo al Volturno (fondato alla fine dell'VIII secolo), risalente al tempo dell'abate Epifanio (797-817). Altri esempi di pittura nell'area beneventana si trovano nella chiesa di san Biagio a Castellammare di Stabia, nella chiesa dei Santi Rufo e Carponio a Capua, nella Grotta di San Michele a Olevano sul Tusciano, nella chiesa di Santa Sofia a Benevento e nella cripta del Peccato Originale a Matera.

#### Oreficeria

Evangeliario di Teodolinda, 603. Monza, Museo e Tesoro del Duomo.

La branca artistica della quale si sono conservate le più note e abbondanti testimonianze di età longobarda è l'oreficeria, che annovera tra gli altri capolavori come la Chioccia con i pulcini, la Croce di Agilulfo (o di Adaloaldo), la Corona ferrea o l'Evangeliario di Teodolinda. L'oreficeria era l'arte prediletta dei Germani che, come tutti i nomadi e guerrieri, potevano portare con sé solo armi adorne di metalli preziosi e ornamenti per il corpo o per la cavalcatura; oggetti piccoli, dotati di valore intrinseco, sempre a portata di mano per un dono o per uno scambio, facili da portar via in caso di fuga. Di conseguenza, l'arte orafa può essere vista come in gran parte eseguita da artigiani o artisti di etnia longobarda. Elementi fondamentali dell'arte orafa dei maestri longobardi sono l'uso della lamina d'oro, della lavorazione a sbalzo e delle pietre preziose e semipreziose. Tra i numerosi reperti orafi longobardi, si contano fibule, orecchini, guarnizioni da fodero in lamina d'oro lavorata a giorno degli scramasax (la tipica spada longobarda, corta e dritta a un solo taglio), guarnizioni di sella, piatti di legatura, croci e reliquiari.
L'oreficeria e l'artigianato longobardi, ben rappresentati dai numerosi reperti tombali, mostra un processo evolutivo evidente. Nel VI secolo, fino agli inizi del VII, predominano gli elementi della tradizione germanica, soprattutto bestie mostruose che testimoniano la percezione di una natura ostile e minacciosa. A partire dalla metà del VII secolo, invece, prendono rapidamente il sopravvento motivi simbolici più eleganti e leggeri, con influenze mediterranee. Uno degli esempi più noti dell'oreficeria longobarda di questo periodo è la Lamina di re Agilulfo, frontale di elmo che reca una rappresentazione simbolica del potere sovrano, ma che attinge a una simbologia tipicamente romana. A partire dalla fine del VII secolo gli elementi di distinzione tra l'arte longobarda e quella romano-bizantina si affievoliscono fino quasi a scomparire, tanto che il termine stesso di "arte longobarda" assume il significato più ampio di arte creata nel Regno longobardo, indipendentemente dall'origine etnica e linguistica degli artisti e degli artigiani.

Crocetta nastriforme, VII secolo, 10 cm. Verona, Museo di Castel Vecchio.

Un elemento caratteristico dell'arte orafa longobarda è costituito dalle crocette in foglia d'oro. Di origine bizantina, le croci erano tagliate in lamine d'oro; venivano poi cucite ai vestiti o deposti nelle tombe. Nel corso del VII secolo, di pari passo con la conversione al cattolicesimo dei Longobardi, le crocette presero il posto delle monete bratteate di ascendenza germanica, già ampiamente diffuse come amuleti. Le croci che le sostituirono mantennero, accanto a quello devozionale cristiano, lo stesso valore propiziatorio; dal punto di vista formale, mostrano elementi ornamentali che rielaborano antichi elementi provenienti dalla mitologia pagana, segno di una fase sincretista nel passaggio dal paganesimo al cristianesimo.

#### Miniatura
La miniatura in età longobarda conobbe, soprattutto all'interno dei monasteri, un particolare sviluppo, tanto che è definita Scuola longobarda (o "franco-longobarda") una peculiare tradizione decorativistica. Questa espressione artistica raggiunse la più alta espressione nei codici redatti nei monasteri dalla seconda metà dell'VIII secolo, mentre nel Ducato di Benevento la Scuola beneventana sviluppò caratteri propri, visibili anche in varie opere pittoriche dell'epoca.

### Fonti primarie
- Cassiodoro, Chronica, in  Theodor Mommsen (a cura di), Auctores antiquissimi XI, in Monumenta Germaniae Historica[collegamento interrotto], Berlino, 1894,  pp. 109-161.
- Dione Cassio, Historia Romana.
- Erchemperto, Historia Langobardorum Beneventanorum, in  Georg Waitz (a cura di), Scriptores rerum Langobardicarum et Italicarum saec. VI–IX, in Monumenta Germaniae Historica, Hannover, 1878,  pp. 231-264. URL consultato il 2 agosto 2008 (archiviato dall'url originale il 12 giugno 2018).
- Fredegario, Chronicarum, in  Bruno Krusch (a cura di), Scriptores rerum Merovingicarum II, in Monumenta Germaniae Historica[collegamento interrotto], Hannover, 1888,  pp. 1-193.
- Giordane, De origine actibusque Getarum, in  Theodor Mommsen (a cura di), Auctores antiquissimi V, in Monumenta Germaniae Historica[collegamento interrotto], Berlino, 1882,  pp. 53-138.
- Gregorio di Tours, Historia Francorum, in  Bruno Krusch e Wilhelm Levison (a cura di), Scriptores rerum Merovingicarum I, 1, in Monumenta Germaniae Historica[collegamento interrotto], Hannover, 1937,  pp. 43-579.
- Leges Langobardorum, in  Friedrich Bluhme (a cura di), Leges (in Folio), IV, in Monumenta Germaniae Historica, Hannover, 1868.
- Liber Pontificalis, in  Louis Duchesne, Le Liber pontificalis. Texte, introduction et commentaire, Parigi, 1886–1892.
- Mario di Avenches, Chronica a. CCCCLV-DLXXXI, in  Theodor Mommsen (a cura di), Auctores antiquissimi XI, in Monumenta Germaniae Historica[collegamento interrotto], Berlino, 1894,  pp. 225-239.
- Origo gentis Langobardorum, in  Georg Waitz (a cura di), Scriptores rerum Langobardicarum et Italicarum saec. VI–IX, in Monumenta Germaniae Historica, Hannover, 1878,  pp. 1-6.
- Paolo Diacono, Historia Langobardorum, in  Georg Waitz (a cura di), Scriptores rerum Langobardicarum et Italicarum saec. VI–IX, in Monumenta Germaniae Historica, Hannover, 1878,  pp. 12-219.
- Procopio, De bello Gothico.
- (GRC) Strabone, Geografia. (traduzione inglese libri 1-9, libri 6-14 e traduzione italiana ).
- (LA) Tacito, De origine et situ Germanorum. (testo latino , traduzione italiana del Progetto Ovidio e traduzione inglese).
- Velleio Patercolo, Historiae Romanae ad M. Vinicium libri duo.
- (LA) Vita Barbati episcopi Beneventani, a cura di Georg Waitz, in Monumenta Germaniae Historica. Scriptores rerum Langobardicarum et Italicarum saec. VI-IX, Hannoverae, impensis bibliopolii Hahniani, 1878,  pp. 555-563.

### Letteratura storiografica
- Piero Adorno, L'Alto Medioevo, in L'arte italiana, vol. 1, tomo II, Firenze, D'Anna, 1992,  pp. 558-579.
- Claudio Azzara e Stefano Gasparri, Le leggi dei Longobardi. Storia, memoria e diritto di un popolo germanico, Roma, Viella, 2005  [1992], ISBN 88-8334-099-X.
- Claudio Azzara, L'Italia dei barbari, Bologna, Il Mulino, 2002, ISBN 88-15-08812-1.
- Sandrina Bandera, Declino ed eredità dai Longobardi ai Carolingi. Lettura e interpretazione dell'altare di S. Ambrogio, Morimondo, Fondazione Abbatia Sancte Marie de Morimundo, 2004.
- Carlo Bertelli e Gian Pietro Broglio, Il futuro dei Longobardi. L'Italia e la costruzione dell'Europa di Carlo Magno, Milano, Skira, 2000, ISBN 88-8118-798-1.
- Ottorino Bertolini, Roma e i Longobardi, Roma, Istituto di studi romani, 1972. BNI 7214344
- Anthony Birley, Marco Aurelio, Milano, Rusconi, 1990, ISBN 88-18-18011-8.
- Gian Piero Bognetti, L'Editto di Rotari come espediente politico di una monarchia barbarica, Milano, Giuffrè, 1957.
- Lidia Capo, Commento, in Lidia Capo (a cura di), Paolo Diacono, Storia dei Longobardi, Milano, Lorenzo Valla/Mondadori, 1992, ISBN 88-04-33010-4.
- Franco Cardini e Marina Montesano, Storia medievale, Firenze, Le Monnier, 2006, ISBN 88-00-20474-0.
- Paolo Delogu, Longobardi e Bizantini, in Storia d'Italia, Torino, Utet, 1980, ISBN 88-02-03510-5.
- Pierluigi De Vecchi e Elda Cerchiari, I Longobardi in Italia, in L'arte nel tempo, vol. 1, tomo II, Milano, Bompiani, 1991,  pp. 305-314, ISBN 88-450-4219-7.
- Stefano Gasparri, I duchi longobardi, Roma, Università La Sapienza, 1978.
- Stefano Gasparri, La cultura tradizionale dei Longobardi. Struttura tribale e resistenze pagane, Spoleto, Edizioni Centro italiano di studi sull'alto medioevo, 1983, ISBN 88-7988-355-0.
- Stefano Gasparri, Italia longobarda. Il regno, i Franchi, il papato, Roma-Bari, Laterza, 2012, ISBN 978-88-420-9850-8.
- Jörg Jarnut, Storia dei Longobardi, traduzione di Paola Guglielmotti, Torino, Einaudi, 1995  [1982], ISBN 88-06-13658-5.
- Niccolò Machiavelli, Istorie fiorentine, 1532.
- Federico Marazzi, Dall'impero d'occidente ai regni germanici, in Storia medievale, Roma, Donzelli, 2003, ISBN 88-7989-406-4.
- Indro Montanelli e Roberto Gervaso, L'Italia dei secoli bui, Milano, Rizzoli, 1965.
- Christie Neil, I Longobardi: storia e archeologia di un popolo, Genova, Ecig, 1997, ISBN 88-7545-735-2.
- Paolo Possenti, Romània e Longobardia, in Le radici degli italiani, vol. II, Milano, Effedieffe, 2001.
- Ján Rajtár, Nuove testimonianze archeologiche delle guerre dei Marcomanni a nord del medio Danubio, in Maurizio Buora; Werner Buost (a cura di), Roma sul Danubio. Da Aquileia a Carnuntum lungo la via dell'ambra, Roma, L'Erma di Bretschneider, 2002, ISBN 88-8265-208-4.
- (EN) Fabio Romanoni, Armi, equipaggiamenti, tecnologie, in Paolo Grillo; Aldo A. Settia (a cura di), Guerre ed eserciti nel Medioevo, Bologna, Il Mulino, 2018. URL consultato il 1º febbraio 2019.
- Sergio Rovagnati, I Longobardi, Milano, Xenia, 2003, ISBN 88-7273-484-3.
- Giorgio Ruffolo, Quando l'Italia era una superpotenza, Torino, Einaudi, 2004, ISBN 88-06-16804-5.
- Amelio Tagliaferri, I Longobardi nella civiltà e nell'economia italiana del primo Medioevo, Milano, Giuffrè, 1965. BNI 6513907
- Giovanni Tabacco, Dal tramonto dell'Impero fino alle prime formazioni di Stati regionali, in Storia d'Italia, vol. I, Torino, Einaudi, 1974.
- Giovanni Tabacco, Egemonie sociali e strutture del potere nel medioevo italiano, Torino, Einaudi, 1999, ISBN 88-06-49460-0.

### Atti, miscellanee e riviste
- Longobardi e Lombardia, aspetti di civiltà longobarda. Atti del VI congresso internazionale di studi sull'Alto Medioevo di Milano 21-25 ottobre 1978. Spoleto, Centro di studi sull'Alto Medioevo, 1980. BNI 8211358.
- Magistra Barbaritas. I barbari in Italia. Premessa di Giovanni Pugliese Carratelli. Milano, Garzanti, 1984. ISBN 88-7644-018-6
- Santa Giulia di Brescia. Archeologia, arte, storia di un monastero regio dai Longobardi al Barbarossa. Atti del convegno, presentazione di Bruno Passamani e Cinzio Violante. Brescia, Comune, 1992. ISBN 88-7385-138-X
- Longobardia e Longobardi nell'Italia meridionale. Atti del II convegno internazionale di Benevento 29-31 maggio 1992, a cura di Giancarlo Andenna e Giorgio Picasso. Milano, Vita e pensiero, 1996.
- Anulus sui effigii. Identità e rappresentazione negli anelli-sigillo longobardi. Atti della giornata di studio di Milano 29 aprile 2004, a cura di Silvia Lusuardi Siena. Milano, Vita e Pensiero, 2006. ISBN 88-3431-338-0
- (DE) Karl Hauck, Lebensnormen und Kultmythen in germanischen Stammes- und Herrschergenealogien, in Saeculum, VI.
- Carlo Guido Mor, Contributi alla storia dei rapporti fra Stato e Chiesa al tempo dei Longobardi. La politica ecclesiastica di Autari e di Agilulfo, in Rivista di storia del diritto italiano, Roma, 1930.
- (DE) Helmut Roth, Die Ornamentik der Langobarden in Italien, in Antiquitas, 3/15, Bonn, 1973.
- Ernesto Sestan, La storiografia dell'Italia longobarda: Paolo Diacono, in La storiografia altomedievale, Settimane, XVII, I, Spoleto, 1970.